# Ford Ranger
Ford Ranger — компактный пикап производства американской Ford Motor Company. Имеет сходство с внедорожниками. Производится в Таиланде, Аргентине, ЮАР, США, Вьетнаме и Китае. Существует в комплектации XL, XLT, Limited, Wildtrak и Raptor. Модель производилась с 1983 по 2012 модельные годы для Северной Америки, и с 1997 по 2011 годы производилась и продавалась версия для Южной Америки. Сменив Ford Courier, производимый в Японии компанией Mazda, Ranger существовал в двух поколениях. С появлением через год после конкурирующего Chevrolet S-10 и вспоследствии конкурируя с его приемником Chevrolet Colorado (и их аналогами GMC), Ranger стал самым продаваемым компактным пикапом в США с 1987 по 2004 годы.
На протяжении всего производства, шасси Ranger использовалось для различных компактных пикапов Ford, и часто для спортивных автомобилей. В течение 1990-х и 2000-х годов, Mazda выпускала версию Ranger, названную B-Series, впоследствии первое и второе поколение пикапа Mazda BT-50 были основаны на модели Ranger. С 2014 по 2021 на платформе Ranger T6 выпускался внедорожник Troller T4. С 2022 года на основе Ranger выпускается второе поколение Volkswagen Amarok, Volkswagen принимал участие в разработке P703 Ranger с 2017 года. Платформа Ranger используется для Ford Everest и Ford Bronco.
За свою 29-летнюю историю производства, Ford выпускал Ranger на трёх различных заводах Северной Америки. Он собирался в Луисвилле (1982—1999), в Эдисоне (1993—2004), и все годы производства в Сент-Поле. Последний Ford Ranger 2012 модельного года был собран 16 декабря 2011 года. С 2019 года Ford Ranger вернулся на американский рынок и собирается на заводе в Мичигане.

## Первое поколение

### 1983—1988
Ford начинает разработку автомобиля Ranger в 1976 году, с упором на качество и эффективность использования топлива. Намерение состояло в том, чтобы построить пикап, подобный полноразмерному F-Series, но более экономичный. Компактный Ranger имеет схожий стиль с F-Series, использует подобную конструкцию, и предлагался с системой полного привода. Эта способность позволила Ranger транспортировать 1,2 метровый широкий лист фанеры, что является общим стандартом для пикапов. В компактном Ranger, однако, пространство между арками колес составляло менее 1,2 метров; Ford разработал коробку, позволяющую укладывать и перевозить листы выше уровня колёсных арок.

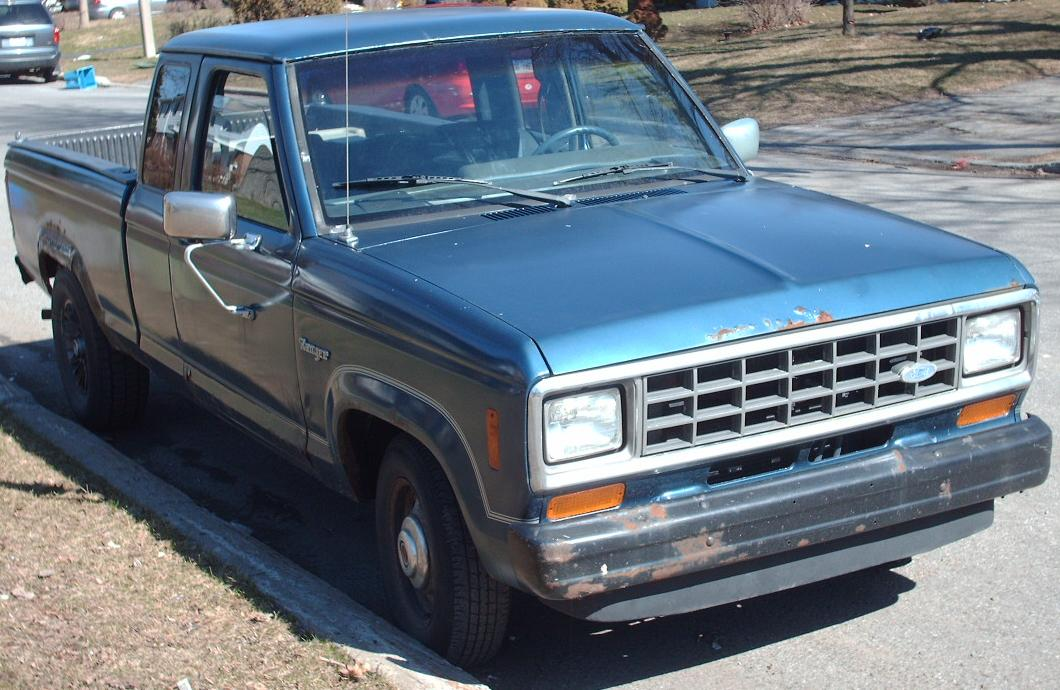
Ford Ranger в Канаде

Кроме того, ключевым фактором, стимулирующим развитие компактного пикапа Ford стал 25-процентный «куриный налог» на импортные грузовые автомобили. Хотя японские производители нашли способ обойти налог, производство пикапов в Северной Америке было более практичным вариантом.
Ford начал производство Ranger 18 января 1982 года с 1983 модельного года на заводе в Луисвилле, и был представлен в марте. Были доступны четырёх-цилиндровые двигатели объёмом 2,0 литров (72 л. с., 54 кВт) и 2,3 литра OHC (82 л. с., 61 кВт). Также устанавливались четырёх-цилиндровый дизель объёмом 2,2 литра Mazda/Perkins (59 л. с., 44 кВт), 2,8-литровый Cologne V6 (115 л. с., 86 кВт). В 1985 году, турбо-дизель от Mitsubishi объёмом 2,3 литра мощностью 86 л. с. (64 кВт) сменил дизельный двигатель Mazda, а в 1986 году, 2,8-литровый двигатель был сменён 140-сильным (104 кВт), 2,9-литровым Cologne V6. Модель Super-cab появилась в 1986 году, предложив дополнительные 432 мм багажного пространства позади передних сидений. Множество деталей интерьера, таких как рулевое колесо, дверная ручка, и ручка стекло-подъёмника были аналогичны тем, что устанавливались на других автомобилях Ford, например, Bronco, Escort и F-Series.
В середине 1986 года появился Ranger GT. Доступный только со стандартной кабиной и коротким багажником, он имел 2,9-литровый Cologne V6, либо с 5-ступенчатой механикой Toyo Kogyo, либо с опциональным автоматом A4LD. Внутри, пикап имел специальные ковшеобразные сиденья, полный набор инструментов, и центральную консоль в качестве опции. Установленные передние и задние стабилизаторы поперечной устойчивости, а также 14x6 алюминиевые колеса входили в комплектацию. Длинный багажник как опция был добавлен с 1987 года.

### 1989—1992

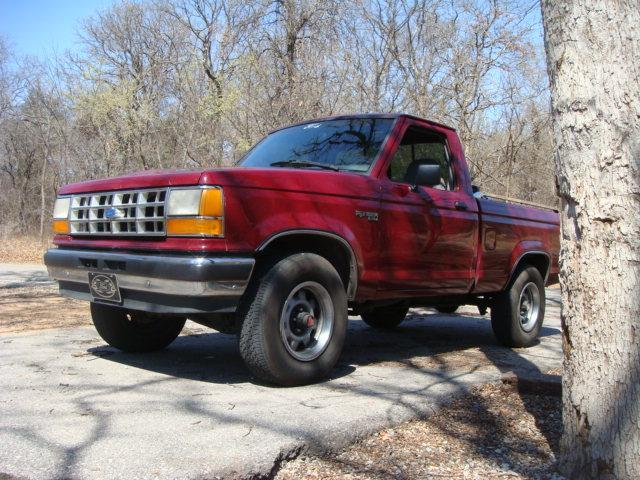
Ford Ranger 1989 года

Пикап получил фейслифтинг в 1988 году для 1989 модельного года, включающий композитные фары, новые передние крылья, капот и решётку, наряду с некоторыми обновлениями кузова. Внутри появилась более современная новая приборная панель и рулевая колонка.
Новая рулевая колонка для автомобилей с автоматической коробкой оборудована рычагом переключения передач. На моделях 1983—1988 годов с механикой замок зажигания расположен под рулевой колонкой и слева, что требовало водителей использовать обе руки, чтобы вынуть ключ из замка, на новой колонке это было исправлено и ключ легко доставался одной рукой.
Были добавлены система антиблокировки тормозов на задние колёса, и топливный бак на 79 литров стал новой опцией на моделях с расширенной кабиной.
Установка 2,0-литрового двигателя была прекращена, и 2,3-литровый двигатель получил систему зажигания с двумя свечами на цилиндр, что дало прирост на 10 л. с. (7 кВт) и лучшую экономию топлива. 3-ступенчатый автомат перестал устанавливаться, остался только A4LD. Новый, 155-сильный (116 кВт), 4,0-литровый Cologne V6 был добавлен в список опций для всех моделей в 1990 году. Он появился, чтобы заменить 2,9-литровый Cologne на задне- и полноприводных пикапах. С новыми двигателями, единственной доступной трансмиссией на моделях расширенной кабиной была механическая 5-ступенчатая M5OD-R1.
Производство Ranger GT было прекращено, хотя Ford Truck Public Affairs построил прототип 1990 года с 3,0-литровым двигателем SHO V6.

## Второе поколение

### 1993—1997
В 1993 году произошёл рестайлинг модели, принесший более широкие дверные проёмы и новую оптику, вышедшую на площадь крыла. Приборная панель осталась от 1989 модельного года, но сиденья и дверные панели были новые. Установка 2,9-литрового двигателя прекратилась. Предложенные двигатели были объёмом 2,3-, 3,0- и 4,0 литров. Механическая коробка Mazda M5OD-R1 была доступной для моделей с широкой кабиной (обычная модель имела механическую или автоматическую коробку передач). Появилась новая модель «Splash», имеющая уникальные хромовые колеса, опущенная на 25 мм задняя подвеска и на 51 мм передняя (на моделях 4x2), и специальными виниловыми знаками «Splash» по бокам и на задней двери.
В 1993 году стала доступна комплектация Splash с обычной кабиной в цветах арктический белый, чёрный глянец, красный апельсин и голубое небо. Mazda B-Series это переименованный Ranger 1994 модельного года, но Mazda B-Series не предлагали эквивалента модели Splash. В то время как Ranger 1993 года использовали R-12 Freon, 1994 модельный год получил систему кондиционирования воздуха в соответствии с Clean Air Act.

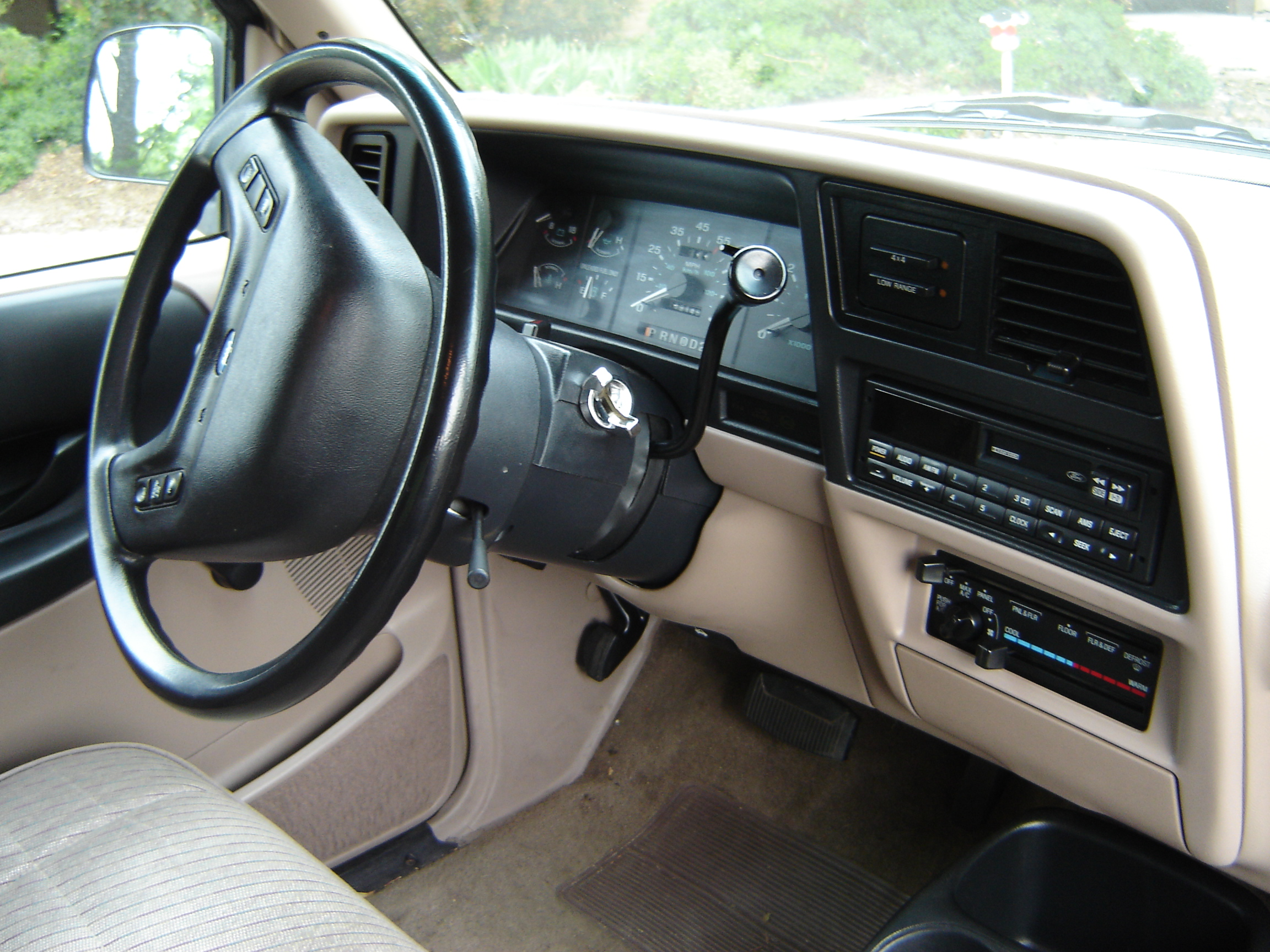
Панель приборов
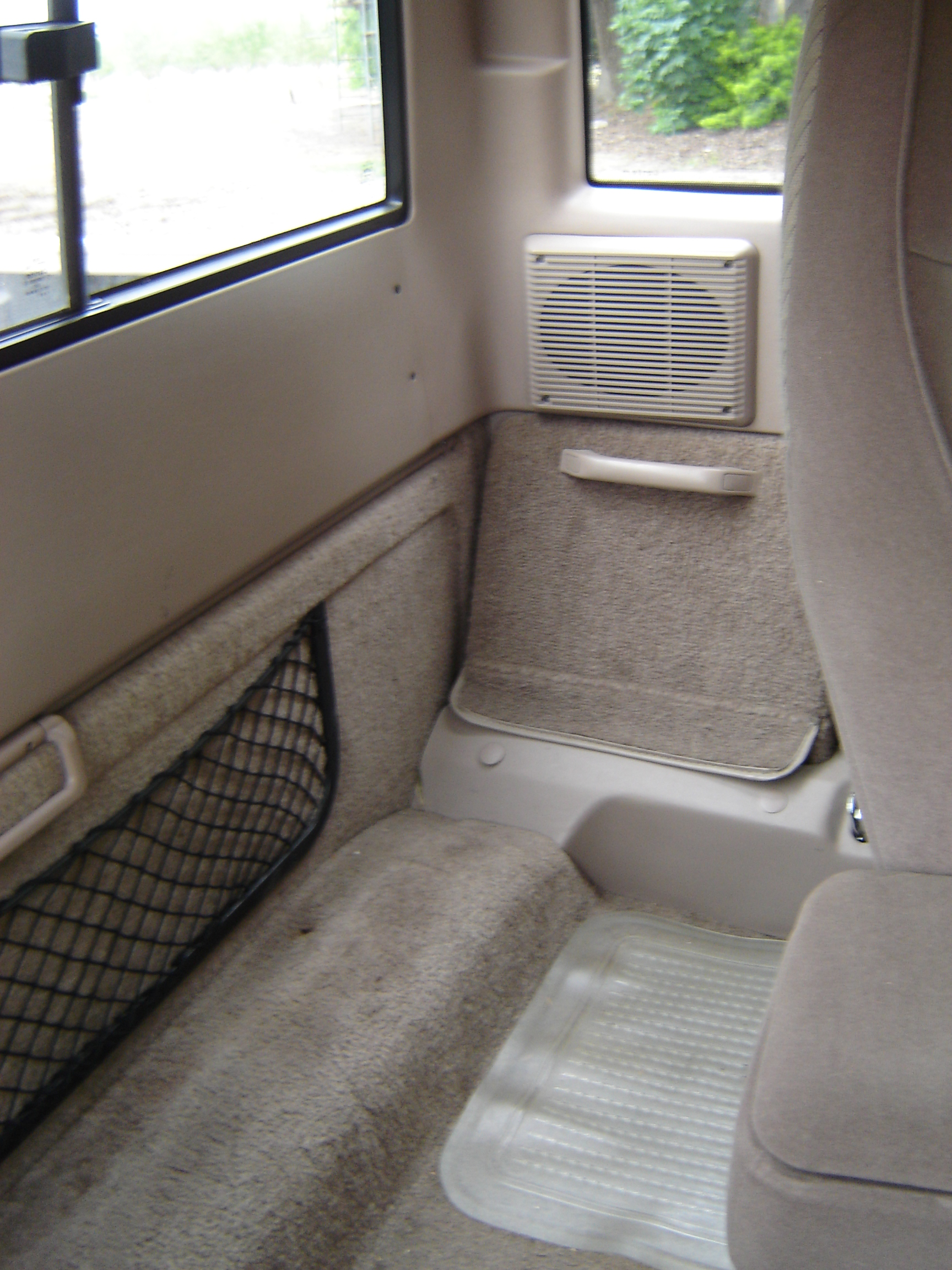
Откидное сиденье
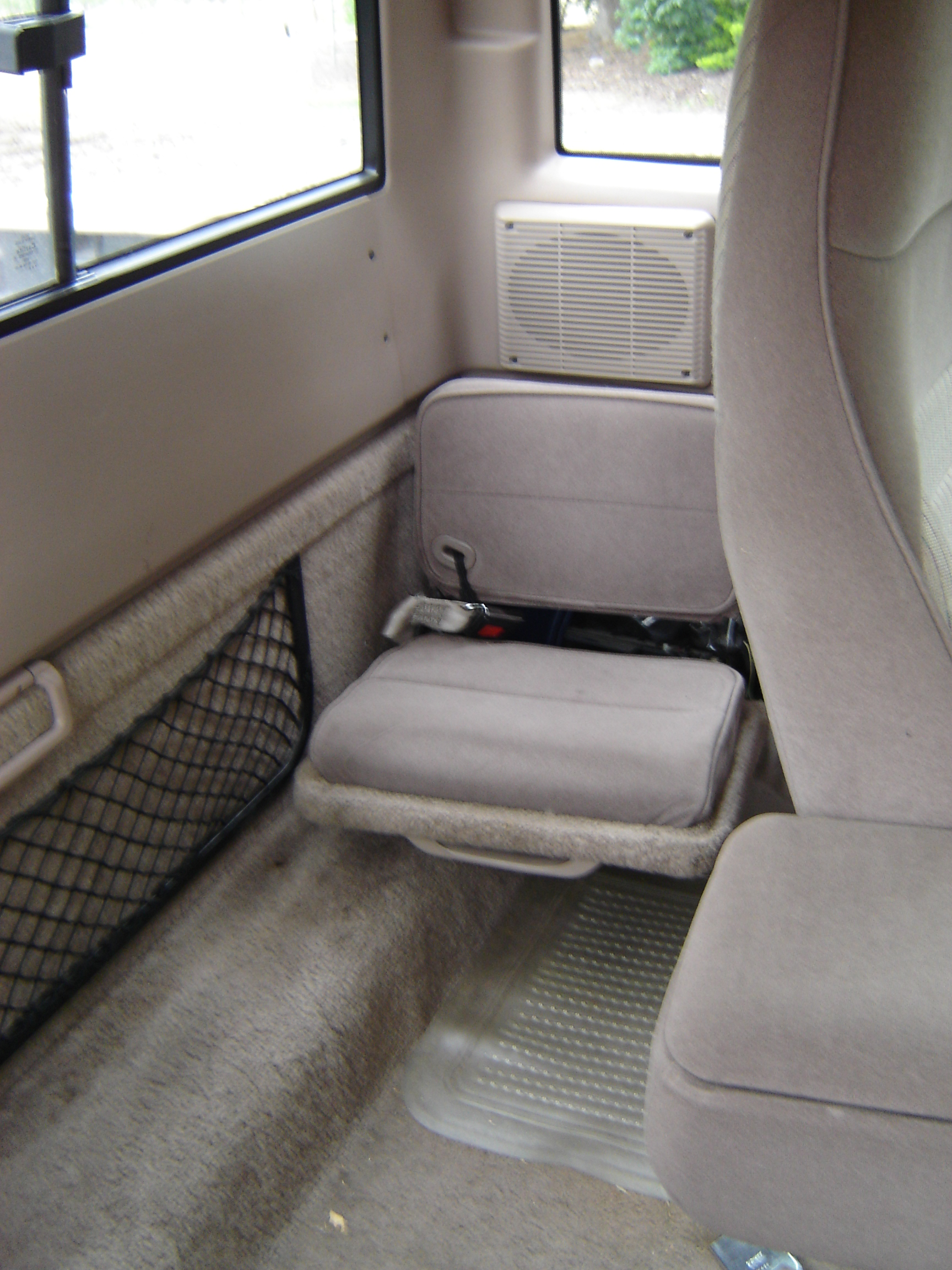
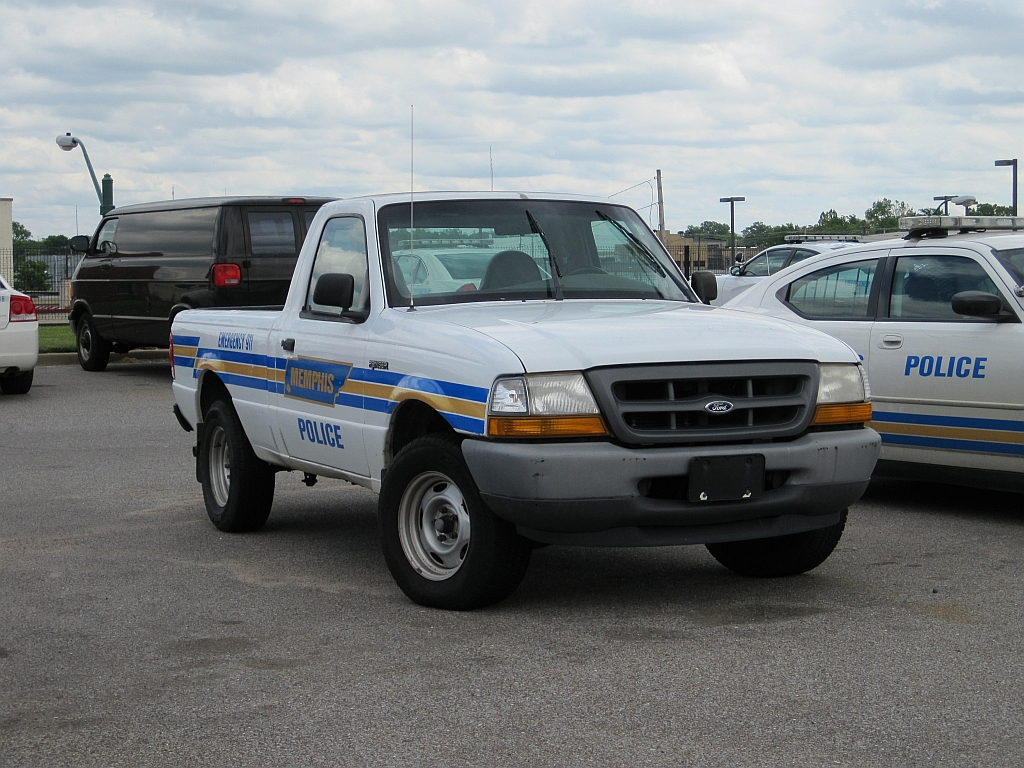
Полицейский пикап
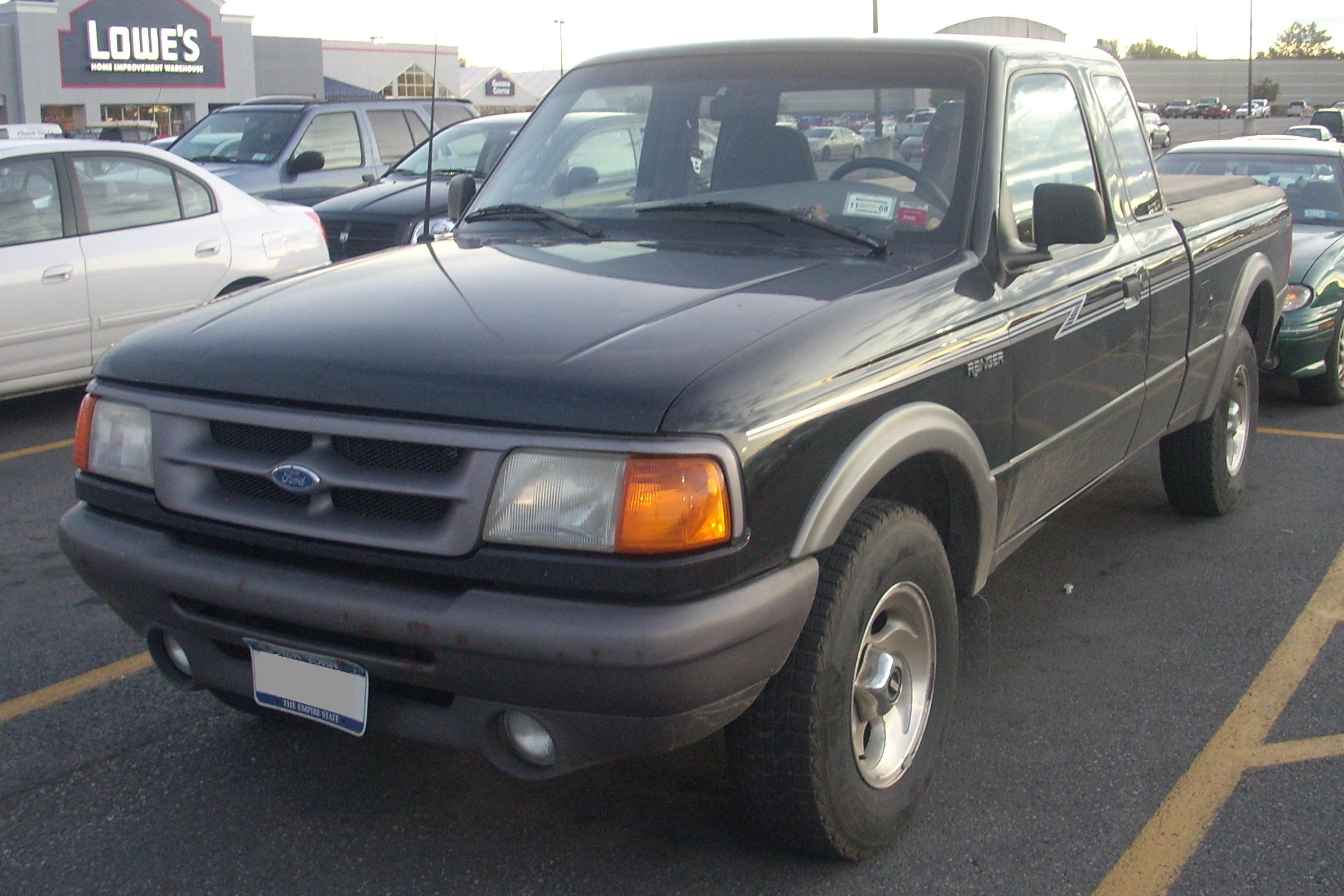

Осень 1994 года (1995 модельный год) изменился руль, появились боковые подушки безопасности водителя и переделанная панель, которая включала двойной блок DIN радио головное устройство. Коробка передач A4LD была обновлена. 2,3- и 3,0-литровые модели получили 4R44E, в то время как 4,0-литровый пикап получил 4R55E. Передние тормоза были изменены, и использовали одни и те же двух-поршневые тормозные суппорты, и антиблокировочная система на четыре колеса появилась в стандартной комплектации полноприводных моделей с 4,0-литровым двигателем. В октябре 1995 года появилась дополнительная подушка безопасности пассажира (впервые предложенная на компактном пикапе). В октябре 1996 года, впервые среди американских производителей, стала доступная пятиступенчатая автоматическая коробка передач. Модели с 4,0-литровым двигателем были оснащены 5R55E, в то время как на 3,0-литровых по-прежнему стояла 4R44E.

#### Двигатели
- 1994 — 2,3 л (2311 куб.см) OHC, рядный четырёх-цилиндровый, 98 л. с. (73 кВт), 180 Нм
- 1995—1997 — 2,3 л (2311 куб.см) OHC, рядный четырёх-цилиндровый, 112 л. с. (84 кВт), 183 Нм
- 1994—1996 — 3,0 л (2957 куб.см) Vulcan V6, 145 л. с. (108 кВт), 224 Нм
- 1994—1997 — 4,0 л (4016 куб.см) Cologne V6, 160 л. с. (119 кВт), 305 Нм

### 1998—2012
В 1997 году Ranger получил крупное обновление дизайна кузова, увеличенную колесную базу и на 76 мм удлинённую кабину по сравнению с обычной моделью. Автоматическая трансмиссия возвращена для моделей с расширенной кабиной. С 1995 по 1997 модельные года интерьер сохранялся. Перед почти имел форму как у компактного пикапа Dodge Dakota. Изменилась также и подвеска, появилось реечное рулевое управление. Четырёхцилиндровый двигатель вырос до 2,5-литрового SOHC I4, получив на 6 процентов больше мощности, чем у старого 2,3-литрового. Его мощность 117 л. с. (87 кВт) и момент 202 Нм. Также, для 2000 модельного года, была прекращена установка янтарных задних сигналов поворота. Модели 4x4 оснащались PVH системой блокировки для передних осей. Эта система оказалась довольно ненадёжной и был заменена на ведущий мост в середине 2000 года.
2,5-литровый двигатель был сменён новым DOHC 2,3-литровым рядным четырёх-цилиндровым Duratec в середине 2001 года. В 2001 году также 4,0-литровый V6 был сменён SOHC версию от Explorer, с механической трансмиссией M5OD-R1HD. Также в 2001 году, пяти-ступенчатый автомат появившийся в 1997 году для 4,0-литровых V6, был теперь также доступен для 2,3- и 3,0-литровых агрегатов. Ranger получил фейслифтинг, включающий новую решётку, капот и передний бампер, а также обновлённые фары и задние фонари. SLP выпускал версию Ranger, названную «thunderbolt». Эта модель включала различные опции, такие как уникальные передний и задний бампера, воздухозаборник, выхлоп и даже спойлер.
В 2004 году Ranger получил незначительные обновления в решётке радиатора, капоте и переднем бампере. Появились также новые передние ковшеобразные сиденья, для соответствия новым требованиям безопасности в США. В 2006 году снова изменилась решётка, передние сигналы поворота и задние фонари, наряду с большим задним логотипом Ford, который сместился от центра на задней двери. Он также получил новые большие зеркала, подобные установленным на других грузовиках и внедорожниках Ford.

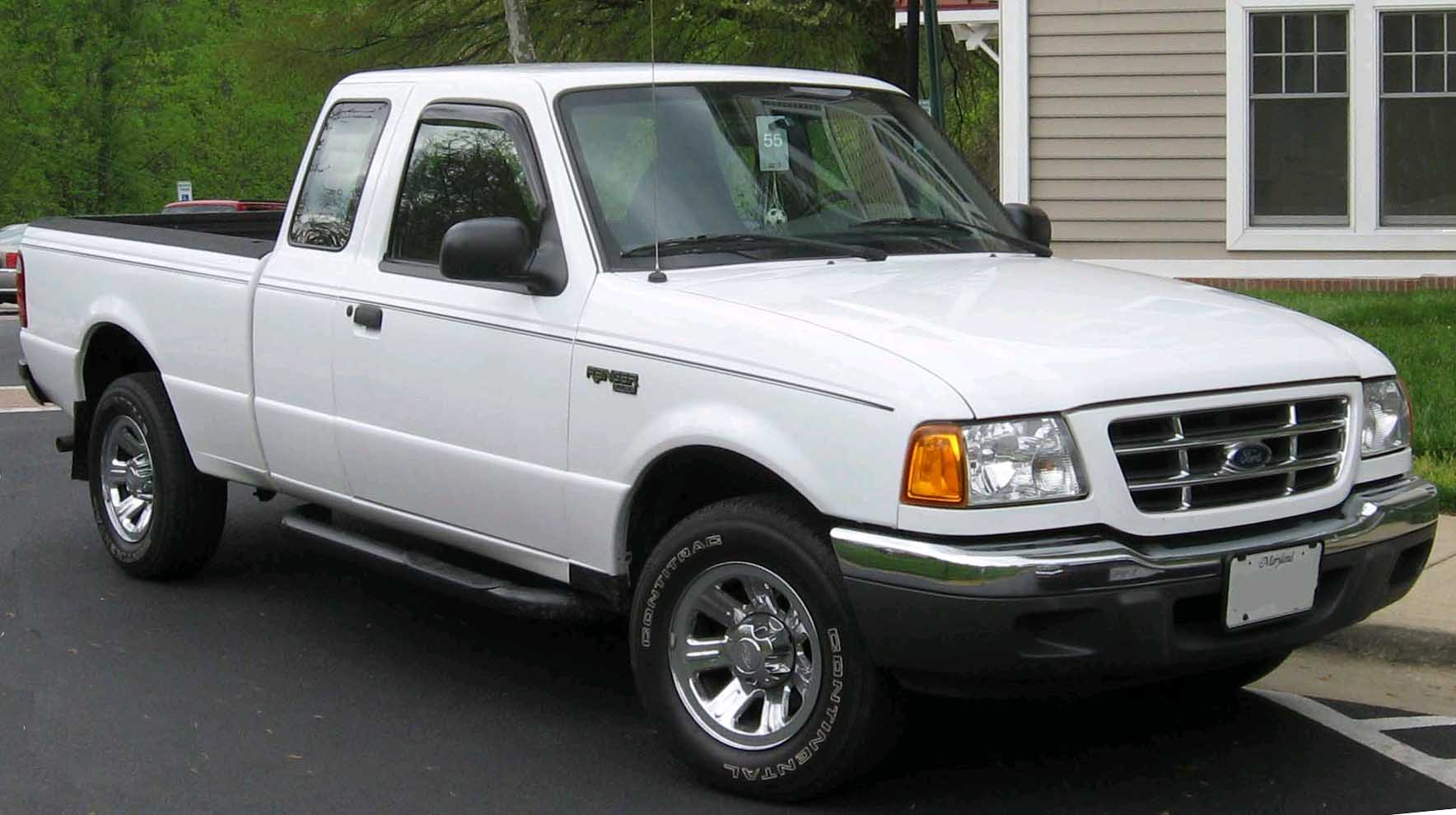
Ranger с расширенной кабиной (2001–2003)
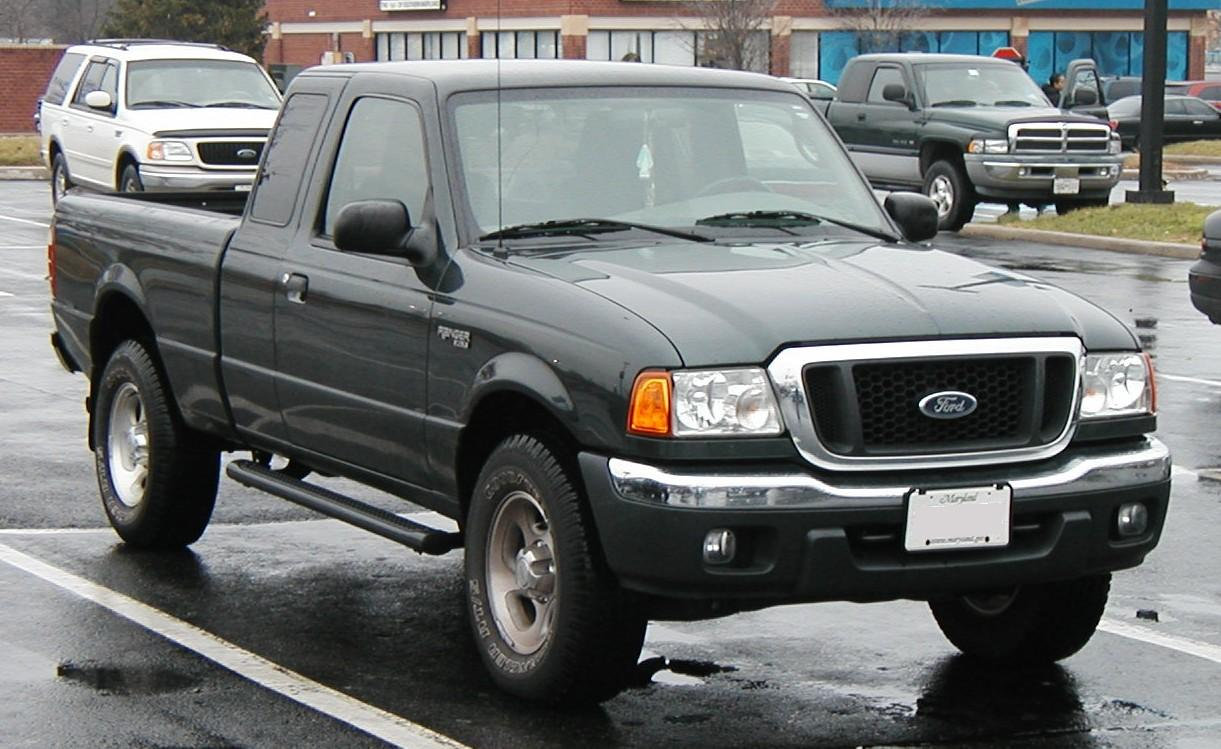
Ranger с расширенной кабиной (2004–2005)
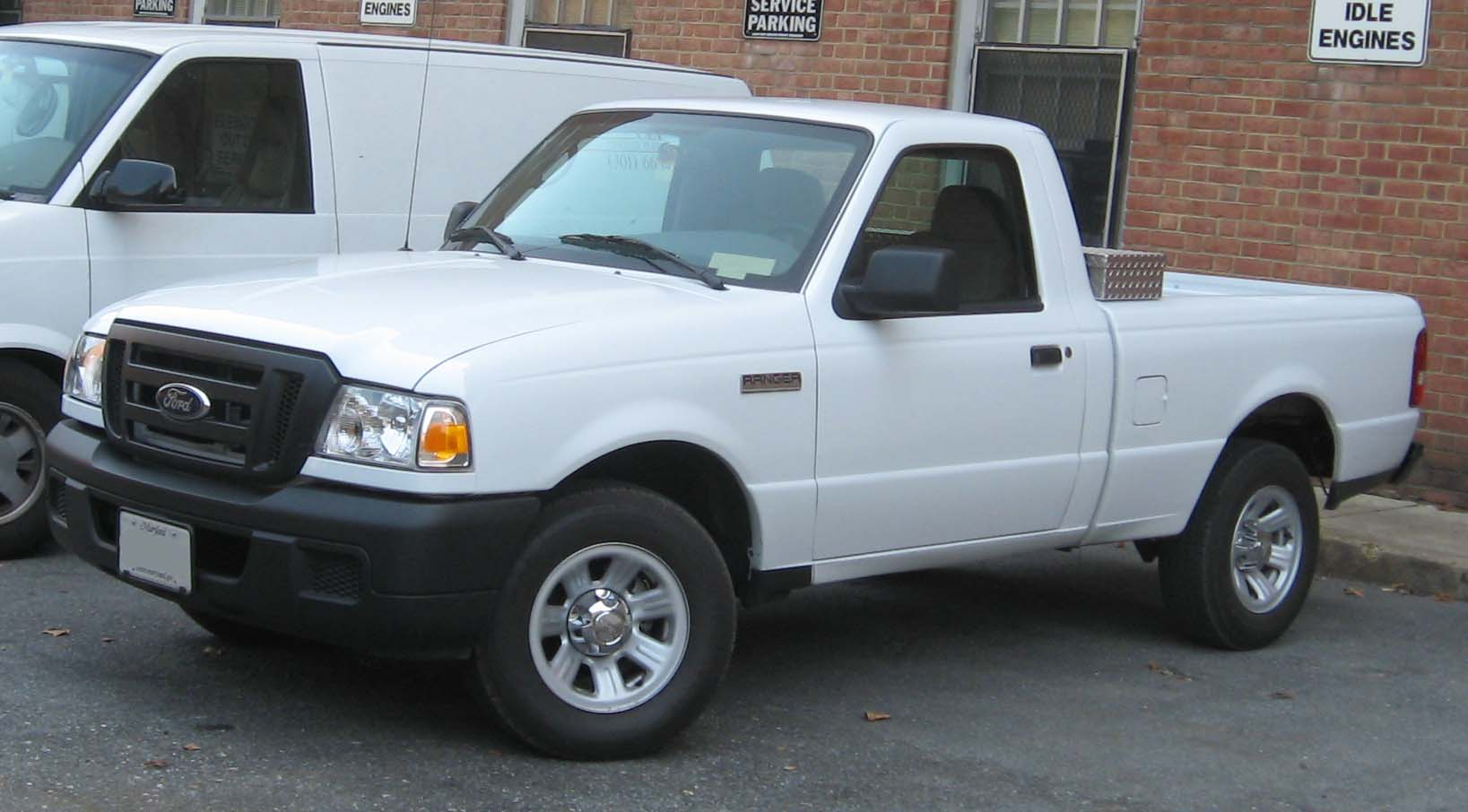
Ranger с обычной кабиной (2006–2012)

Последний Ranger имел 143-сильный (107 кВт) 2,3-литровый рядный четырёх-цилиндровый и 207-сильный (154 кВт) 4,0-литровый двигатель V6. 3,0-литровый Vulcan V6 с 2009 модельного года перестал устанавливаться. Ford использовал коды с «R10» по «R19» на пятой, шестой и седьмой позициях номера VIN для всех Ranger; R10, R14, и R18 — все заднеприводные; с обычной кабиной, двух-дверные SuperCab, и четырёх-дверные SuperCab соответственно. R11, R15 и R19 — полноприводные; с обычной кабиной, двух-дверные SuperCab, и четырёх-дверные SuperCab соответственно.
В 2007 году в России было продано 1567 автомобилей.
В декабре 2009 года, Ford объявили, что кастомная раскраска кузова Ranger начнётся с моделей 2010 года. Функция была эксклюзивом от дилеров Ford и позволяла клиентам выбирать внешний вид Ranger.
Для 2011 и 2012 модельных годов уровни отделки были урезаны. XL стала стандартным уровнем, с последующими XLT и Sport. Последние два включают радио Sirius в качестве опции.
Ford Ranger был первым небольшим пикапом с двойными подушками безопасности. Он получил «приемлемый» уровень безопасности в рейтинг лобовых краш-тестов от Страхового института дорожной безопасности, во время первого теста в 1998 году, в то время как многие его конкуренты в то же время имели «плохие» рейтинги. Исключением была Toyota Tacoma, который также получила «приемлемый» результат.
На 2010 модельном годе появились дополнительные подушки безопасности для повышения безопасности пассажиров при боковом ударе, что дало «хорошую» оценку при испытаниях Страхового института при ударе со стороны. Также, был добавлен электронный контроль устойчивости в стандартную версию 2010 модельного года.
На испытаниях крыши на прочность проводимых Страховым институтом, Ranger заработал приемлемую оценку.

#### FX4 Level II
Версия FX4 Level II получила специальную заднюю ось Ford 8.8 оснащённую дифференциалом повышенного трения Torsen, защитой агрегатов, модернизированными буксировочными креплениями, вездеходными шинами 31" BFGoodrich, 15-дюймовые кованные компанией Alcoa колёса, и амортизаторы Bilstein. Внутри, пакет Level II включал двухцветные тканевые сидения, опционально кожаные и резиновые полы вместе с шестью дисковым головным устройством CD MP3 в качестве стандартной опции. Пакет FX4 level II впервые стал доступен в 2003 году, хотя, в 2002 году уже был самый первый пакет «FX4», однако, Level II не был доступен. Пакет 2002 года FX4 off-road идентичен FX4 Level II после 2003 года, так как не был доступен FX4 Level II. FX4 off-road отличается от FX4 Level II после 2002 года. FX4 off-road 2002 и FX4 Level II 2003 часто называли «святым граалем» Ranger, так как было ограниченное производство этих машин с механической коробкой передач и механическим 4x4. Согласно Ford, 17971 единиц Level II было построено до 2007 года (в том числе 2002 год), и 45172 единиц Off Road было построено между 2003 и 2009 годами. FX4 Off Road был доступен в 2009 году, а производство Level II остановилось после 2007 года, хотя многие Level II можно было заказать. В 2010 году Ranger перестал выпускаться в формате FX4 для рынка США, но продолжал быть доступным в Канаде.

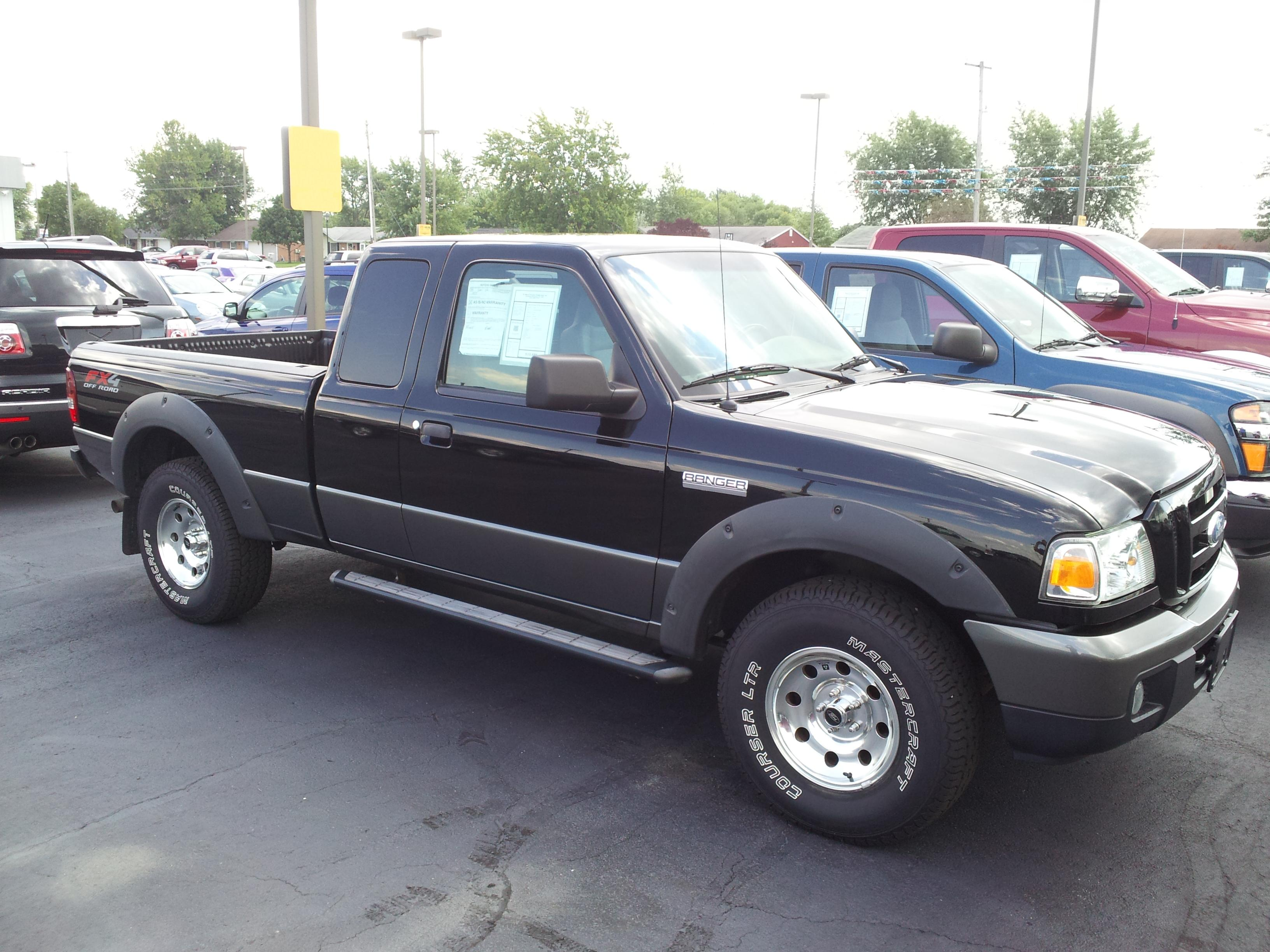
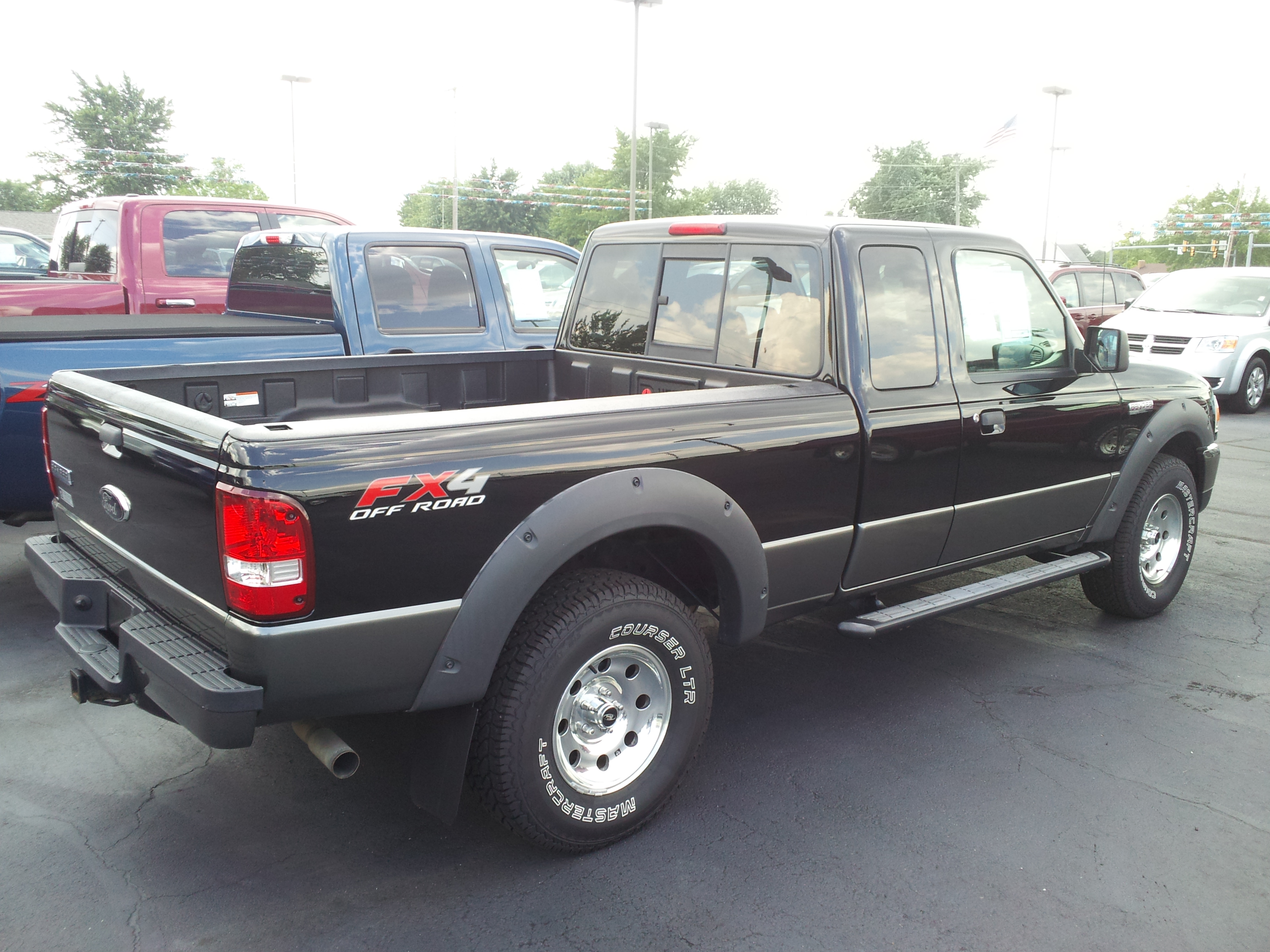

#### Двигатели
- 1998—1999 — 2,5 л (2507 куб.см) OHC рядный четырёхцилиндровый, 117 л. с. (87 кВт), 202 Нм
- 2000- начало 2001 — 2,5 л (2507 куб.см) OHC рядный четырёхцилиндровый, 119 л. с. (89 кВт), 198 Нм
- late 2001—2002 — 2,3 л (2300 куб.см) Duratec рядный четырёхцилиндровый, 135 л. с. (101 кВт), 207 Нм
- 2003—2010 — 2,3 л (2300 куб.см) Duratec рядный четырёхцилиндровый, 143 л. с. (107 кВт), 209 Нм
- 1998—1999 — 3,0 л (2957 куб.см) Vulcan V6, 145 л. с. (108 кВт), 241 Нм, Расход: 17 л/100 км (город), 15 л/100 км (смешанный), 13 л/100 км (трасса)
- 2000—2001 — 3,0 л (2957 куб.см) Vulcan V6, 150 л. с. (112 кВт), 258 Нм
- 2002 — 3.0 л (2957 куб.см) Vulcan V6, 146 л. с. (109 кВт), 244 Нм
- 2003—2004 — 3,0 л (2957 куб.см) Vulcan V6, 154 л. с. (115 кВт), 244 Нм
- 2005—2008 — 3,0 л (2957 куб.см) Vulcan V6, 148 л. с. (110 кВт), 244 Нм
- 1998—2000 — 4,0 л (4025 куб.см) Cologne V6, 160 л. с. (119 кВт), 305 Нм
- 2001—2010 — 4,0 л (4025 куб.см) Cologne V6, 207 л. с. (154 кВт), 323 Нм

## Варианты

### Ford Aerostar

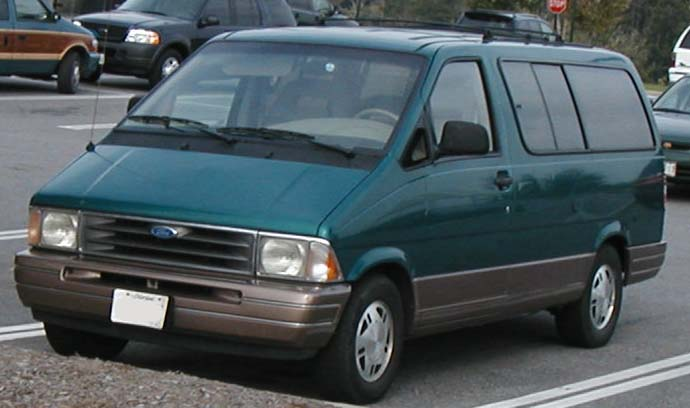
Ford Aerostar (1992—1997)

С 1986 модельного года, Ford Aerostar был добавлен как первый минивэн от компании Ford. Разделяя наклонный дизайн передней части наряду с европейским фургоном Ford Transit, Aerostar базировался на специальном шасси. Для снижения затрат на проектирование, минивэн получил множество решений от Ranger, включая двигатели, трансмиссии, переднюю подвеску «Twin I-Beam», колёса и вариации деталей интерьера.

Хоть автомобиль и был хорошо принят, но Aerostar не достиг успеха минивэнов от компании Chrysler. После 1997 модельного года, его производство было прекращено в пользу переднеприводных Ford Windstar и Mercury Villager.

### Ford Bronco II

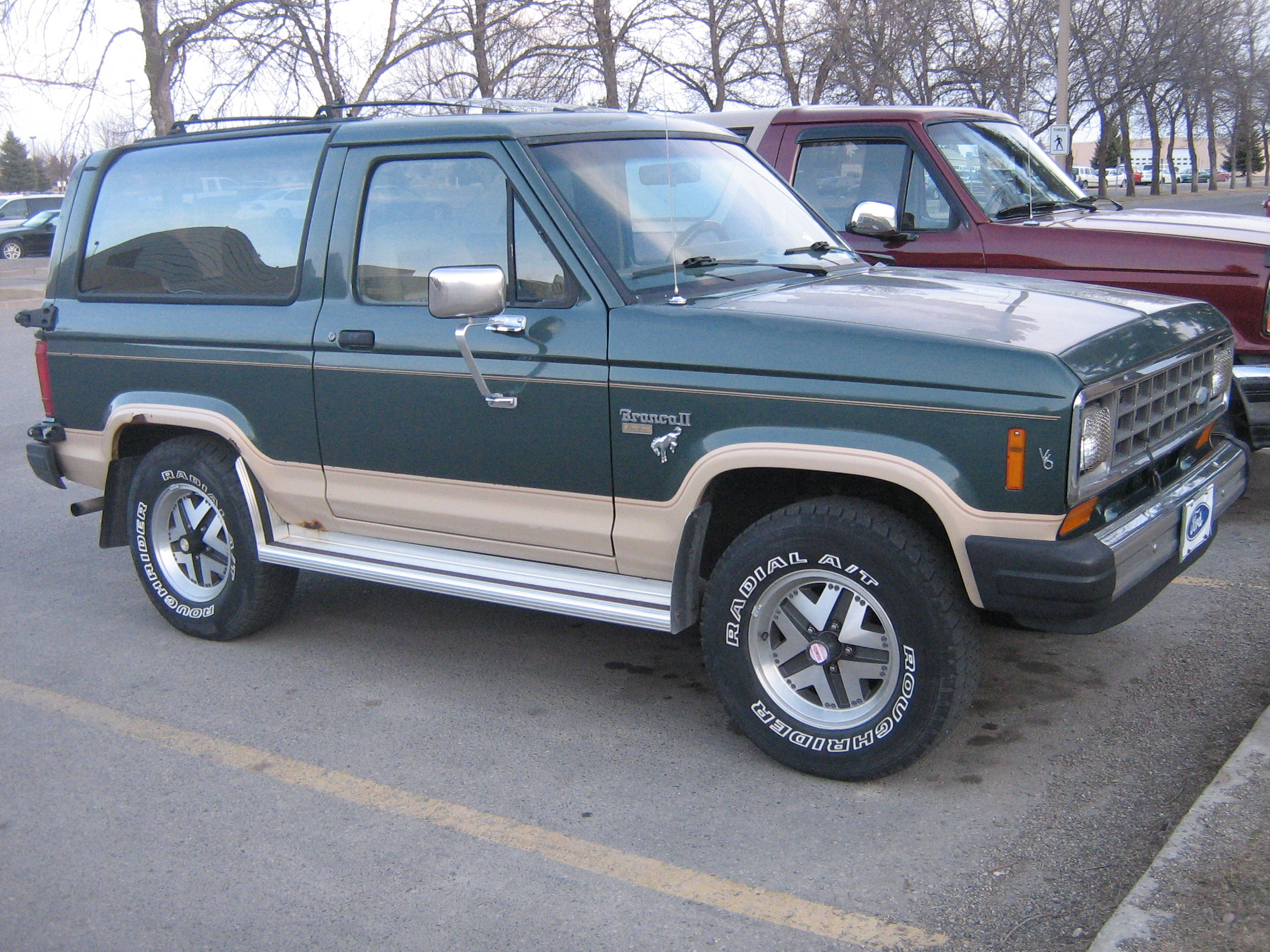
Ford Bronco II Eddie Bauer Edition

После трансформации Bronco из полноразмерного внедорожника (SUV) для 1978 модельного года, Ford стремились создать замену оригинальном поколению 1966—1977 годов. Из-за короткого полноприводного шасси Bronco II 1983 года был лишь немного больше оригинальной версии.

В резком контрасте с его спартанским предшественником, Bronco II располагал всеми функциями, доступными на любом Ranger. В отличие от своего большого тёзки, Bronco II не имел съёмного верха; его отличали большие боковые окна, расширенные до задней линии крыши. Bronco II станет одним из самых противоречивых внедорожников 1980-х годов; как и Suzuki Samurai, он участвовал в ряде аварий с опрокидыванием. После обновления шасси совместно с Ranger в 1989 году, Bronco II перестал выпускаться после 1990 модельного года в пользу Ford Explorer.

### Ford Explorer/Mercury Mountaineer

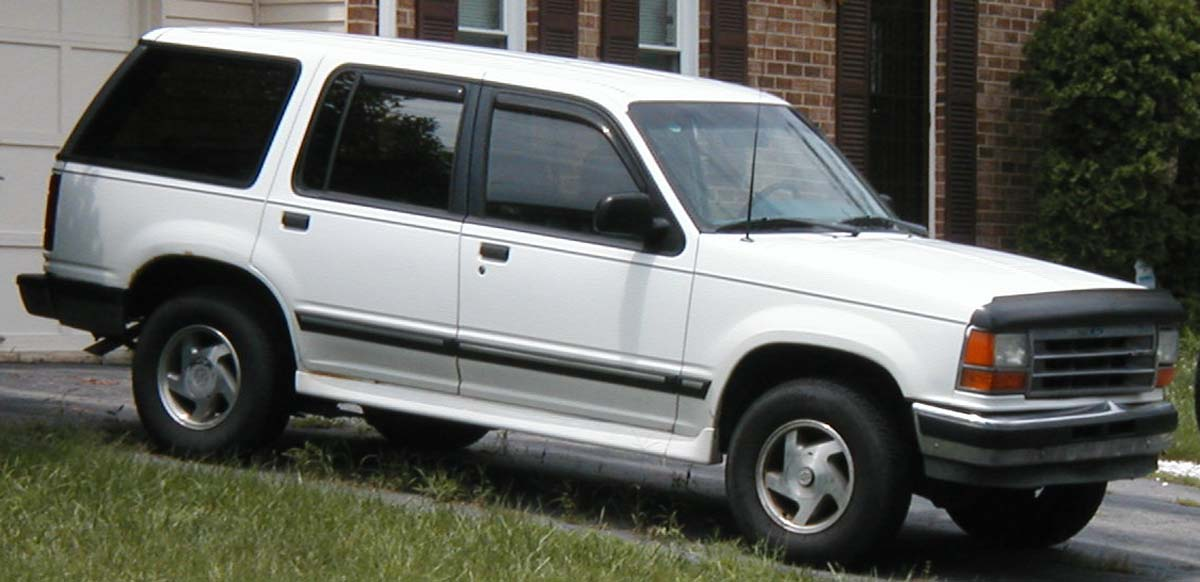
Ford Explorer XLT (1991—1994)

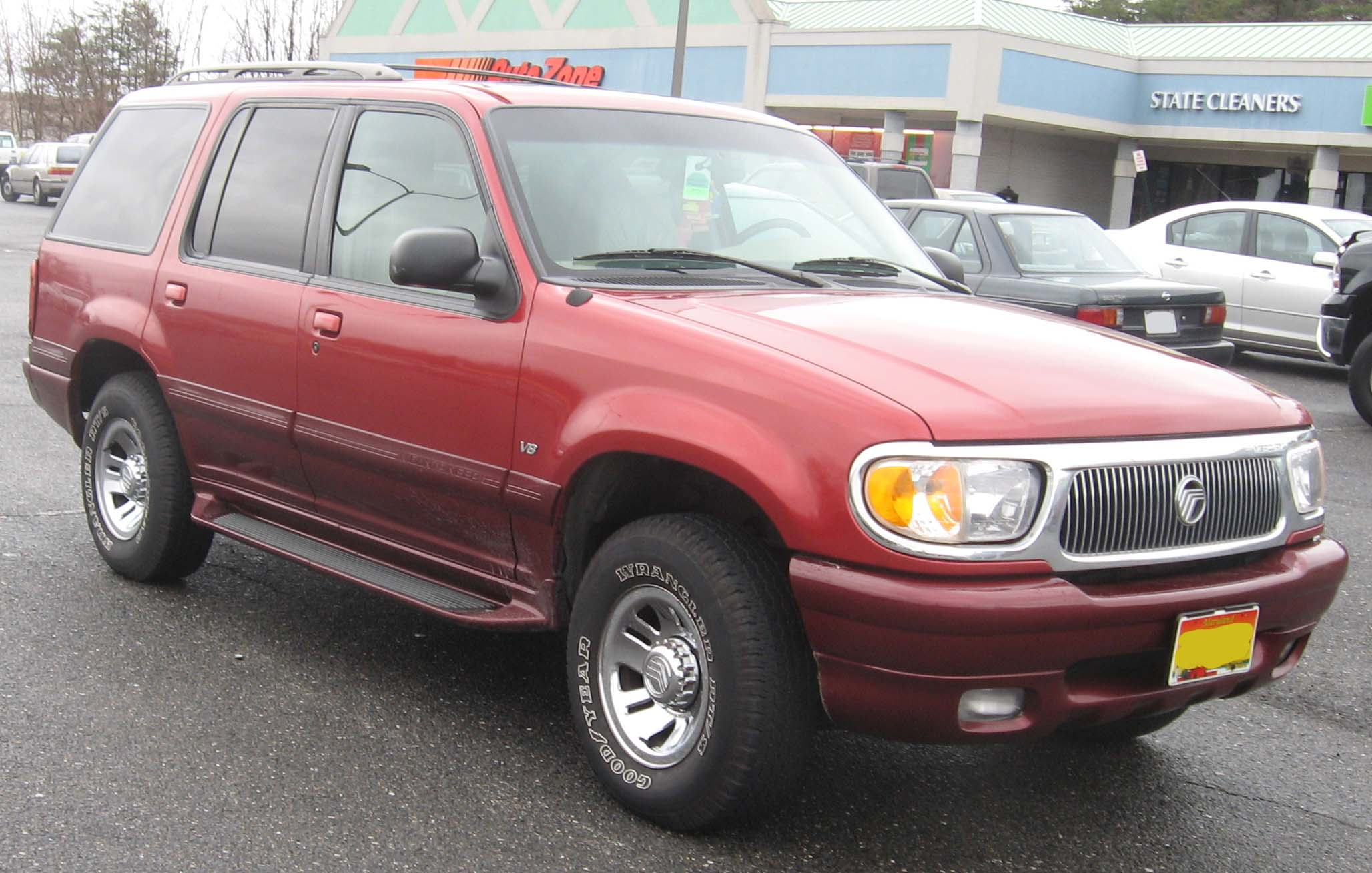
Mercury Mountaineer V8 (1998—2001)

С 1991 модельного года, Ford изменил Bronco II. Для получения более широкой рыночной привлекательности, появилась пятидверная версия, для конкурирования с недавно появившимся пятидверным Chevrolet S-10 Blazer и Jeep Grand Cherokee производства Chrysler. Несмотря на то что продолжалось использоваться шасси Ranger (с появление привода на два колеса), Explorer стал больше Bronco II, в первую очередь из-за добавления двух дверей.
Несмотря на то что Explorer разделяет двигатели с Ranger, от лобового стекла и назад, он получил свой кузова. Внутри, Ranger и Explorer имеют общие информационные панели и другие второстепенные компоненты, но общая доля всё же была уменьшена, по сравнению с Bronco II. В 1995 году, в рамках крупного ресталинга, был убран перед от Ranger; Explorer стал первым пикапом Ford без передней подвески Twin I-Beam. С 1996 года Explorer также стал первым компактным пикапом компании Ford, на котором в качестве опции был доступен двигатель V8.
В 1997 году появился Mercury Mountaineer производства компании Mercury, как версия Ford Explorer; он продавался до исчезновения бренда Mercury в 2010 году.

В рамках развития третьего поколения 2002 Ford Explorer, Ford разработал специализированное внедорожное шасси среднего размера для Explorer и Mountaineer, закончив использование шасси Ranger после 2001 модельного года.

### Ford Ranger EV

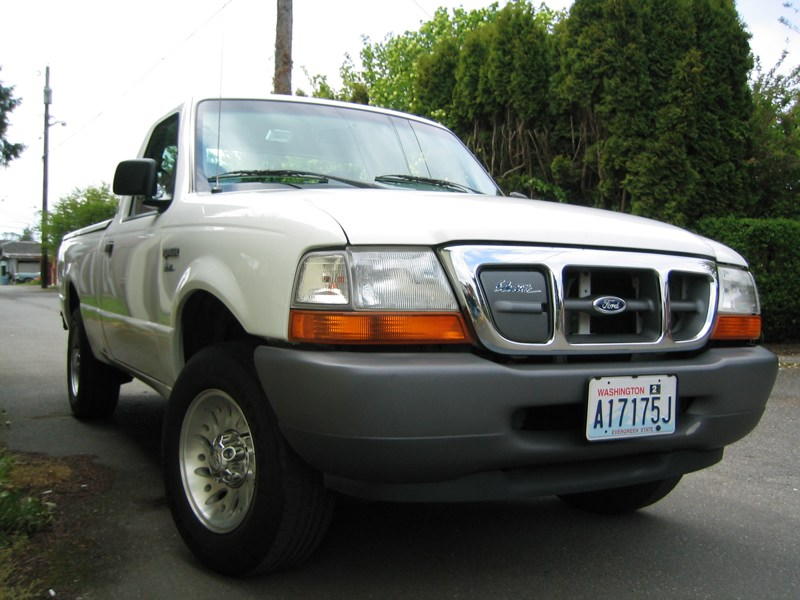
Ranger EV

Ford Ranger EV был электромобилем на батареях и версией Ranger, выпускалась с 1998 по 2002 модельные годы. Использовалось шасси полноприводной модели, но Ranger EV был исключительно с приводом на задние колеса. В отличие от других версий, EV имел заднюю подвеску de Dion. Модели 1998 года использовали свинцово-кислотные, а последующие модели никель-металл-гидридные аккумуляторы.

Ranger EV не отличался от обычных Ренджеров, за исключением решётки. На моделях EV в правой части решётки расположен люк с портом для зарядки.

## Четвертое поколение

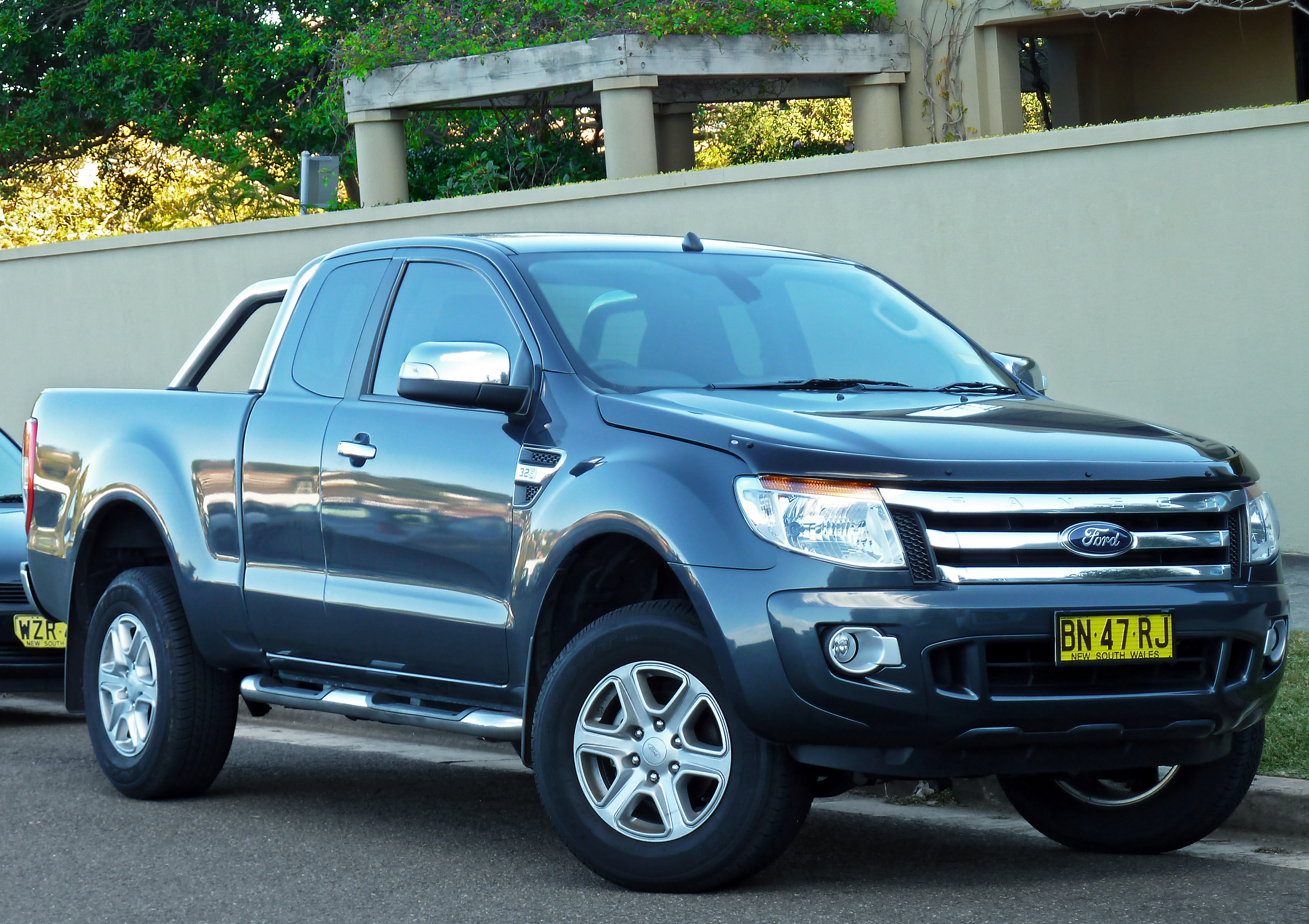
Ford Ranger 2011

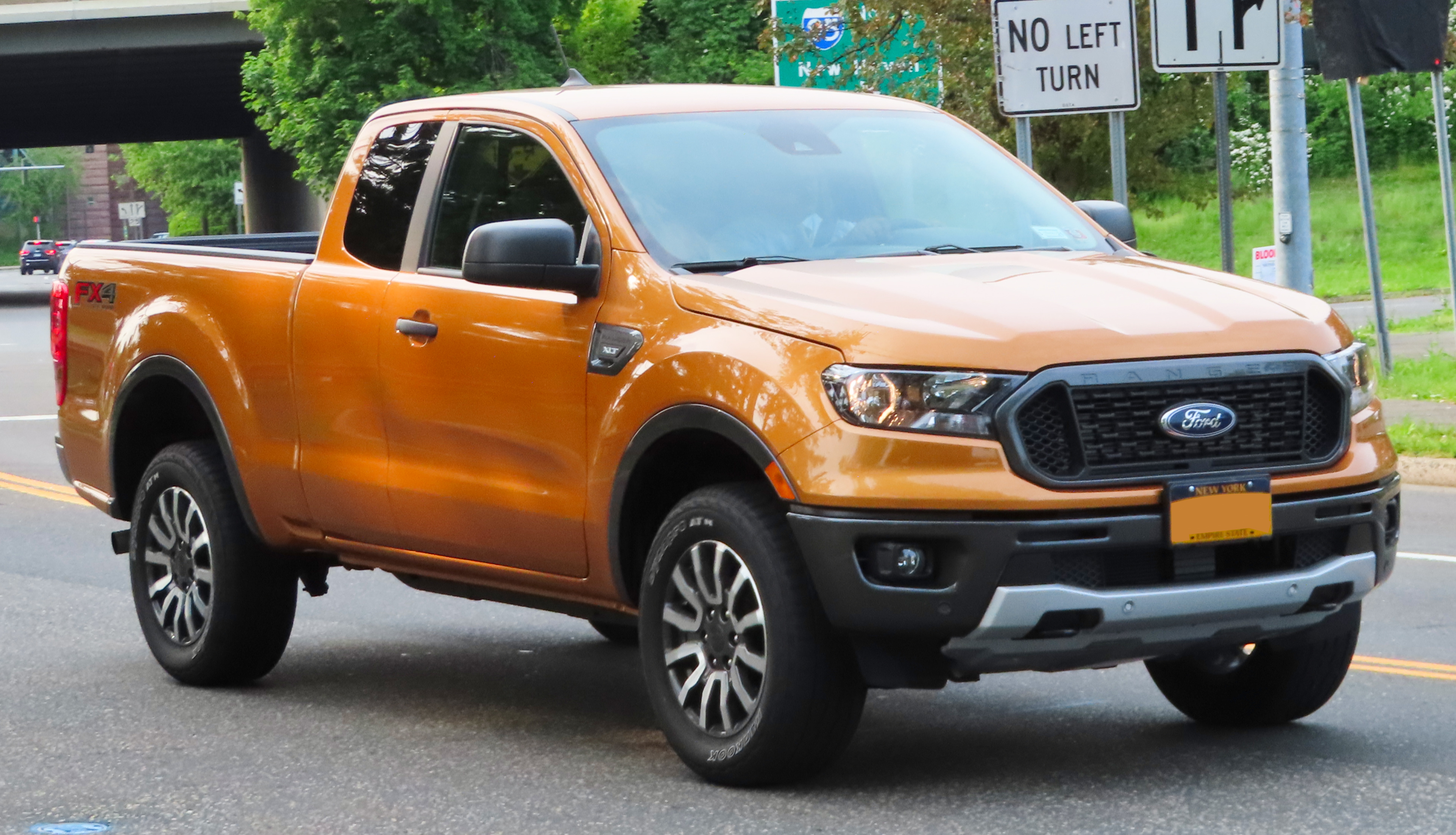
Ford Ranger 2019

В начале 2011 года на выставке коммерческих автомобилей в Бирмингеме Ford представил европейскую модификацию грузовика Ranger. (недоступная ссылка).

### Ranger Raptor
Представленный в Таиланде в феврале 2018 года, Ranger Raptor — это высокопроизводительный грузовик, оптимизированный для езды по бездорожью, аналогичный более крупному F-150 Raptor. Отмечая дебют 210-сильного 2,0-литрового дизельного двигателя EcoBlue bi-turbo в Ranger в паре с 10-ступенчатой автоматической коробкой передач, Raptor оснащен стандартным полным приводом и модернизированным шасси и подвеской. Как и в случае с F-150 Raptor, решетка радиатора Ranger Raptor заменяет синий овальный логотип Ford на «FORD» печатными буквами. Ranger Raptor первого поколения не был доступен в Северной Америке, при этом Ford сослался на то, что Ranger Raptor был разработан специально для рынков, где F-150 Raptor недоступен, Ford также указал стоимость перепроектирования грузовика для размещения более мощного бензинового двигателя для рынка США.

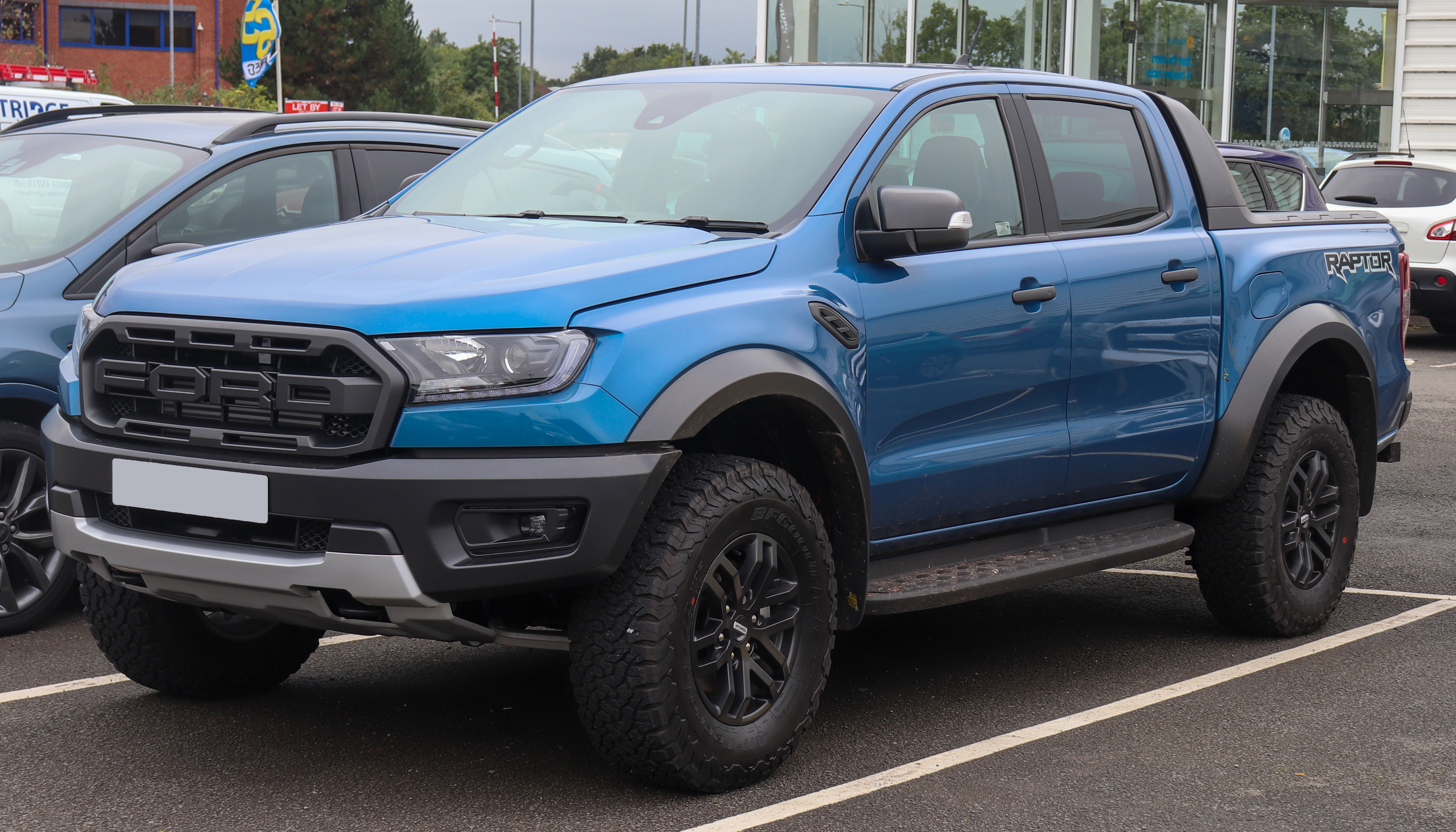
2019 Ranger Raptor
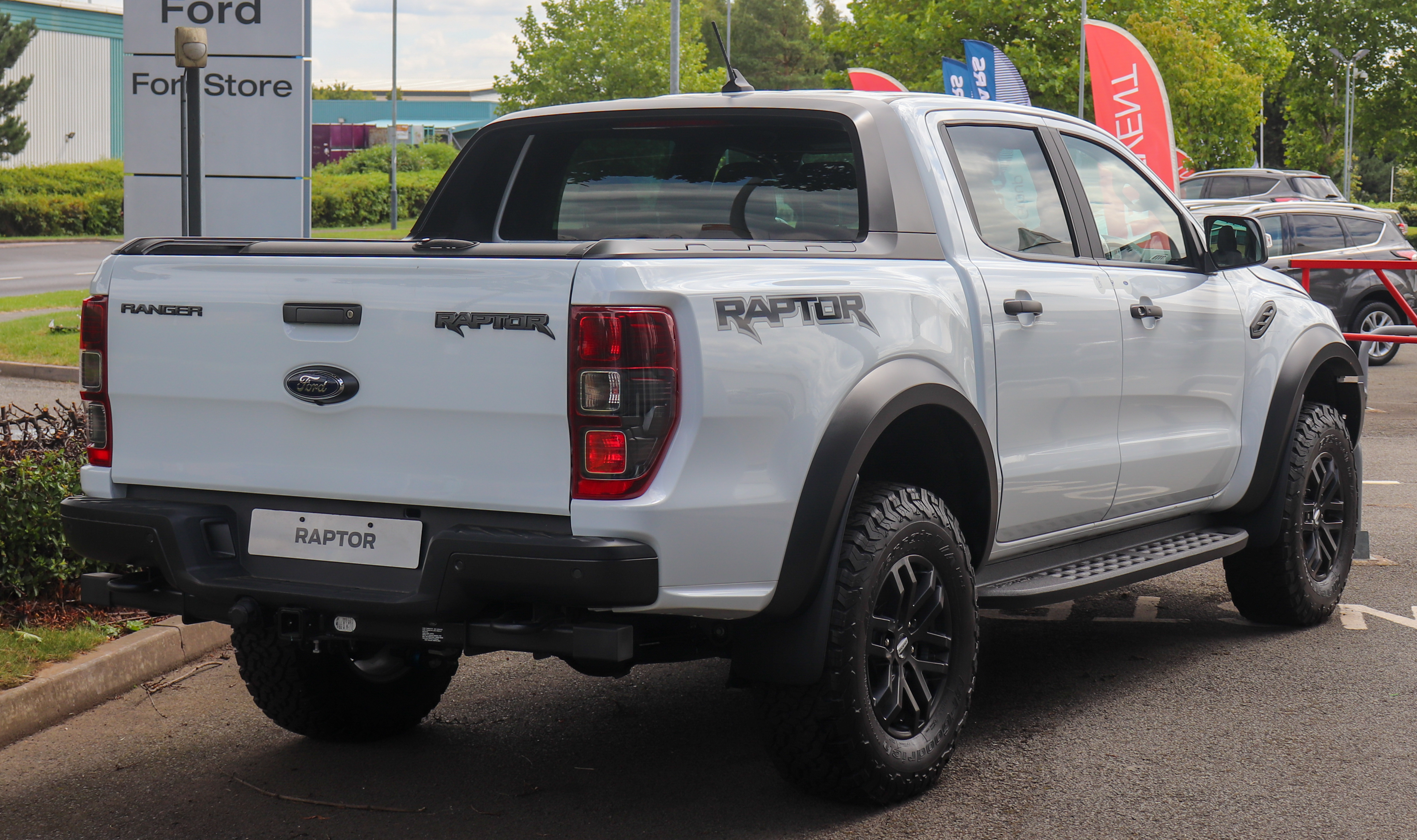
Вид сзади
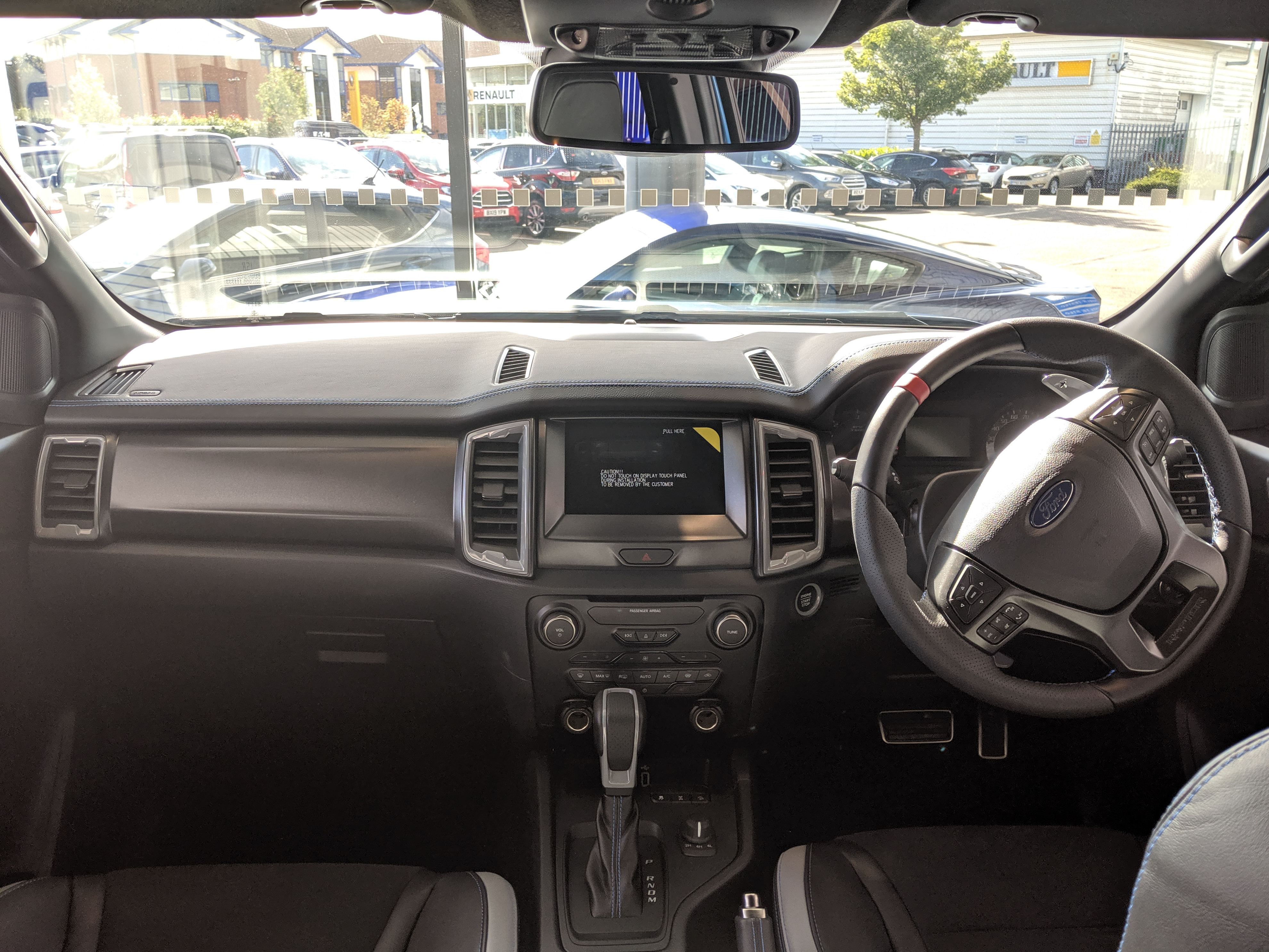
Интерьер

## Пятое поколение

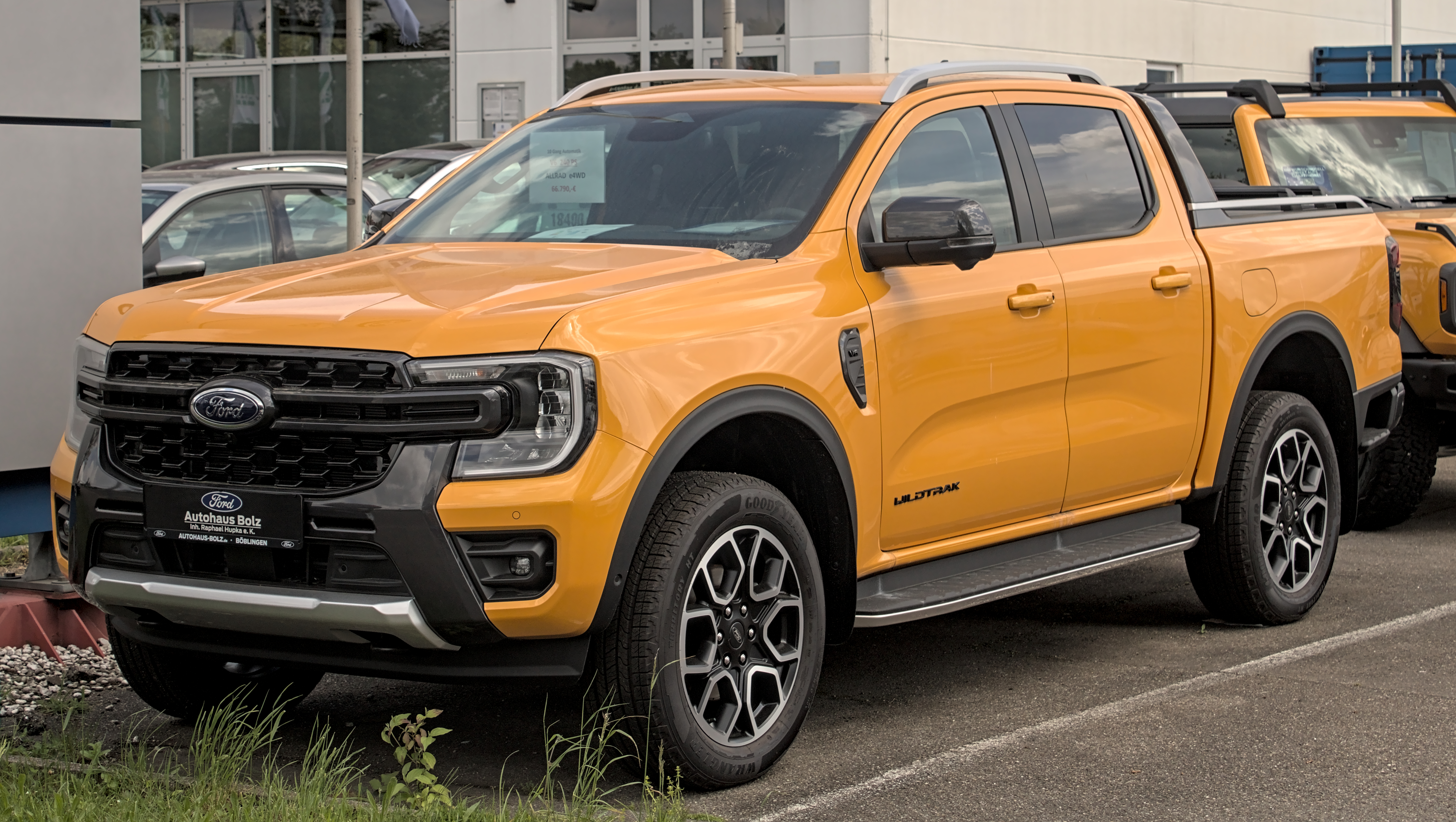
Ford Ranger 2024
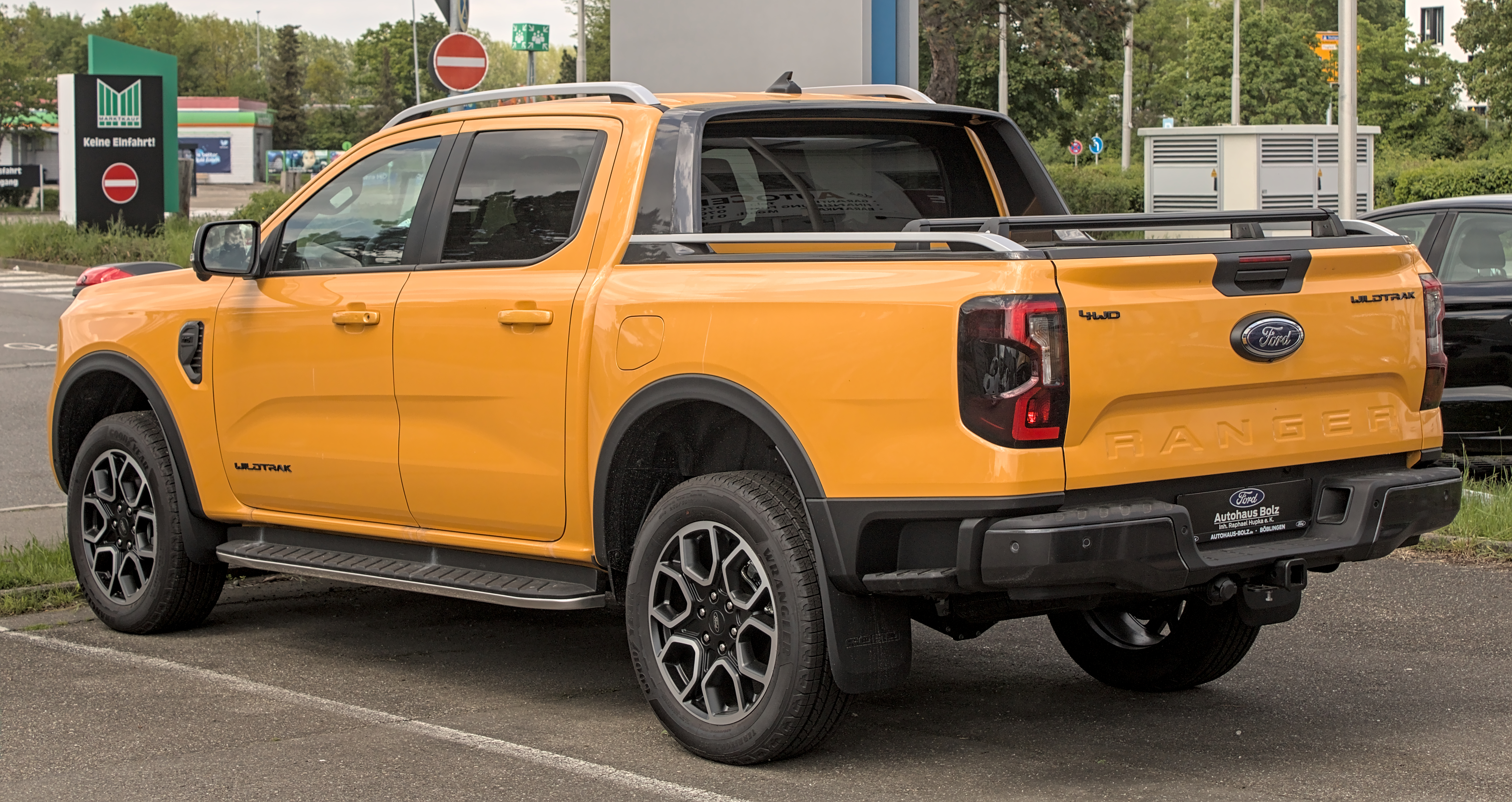
Ranger Wildtrak
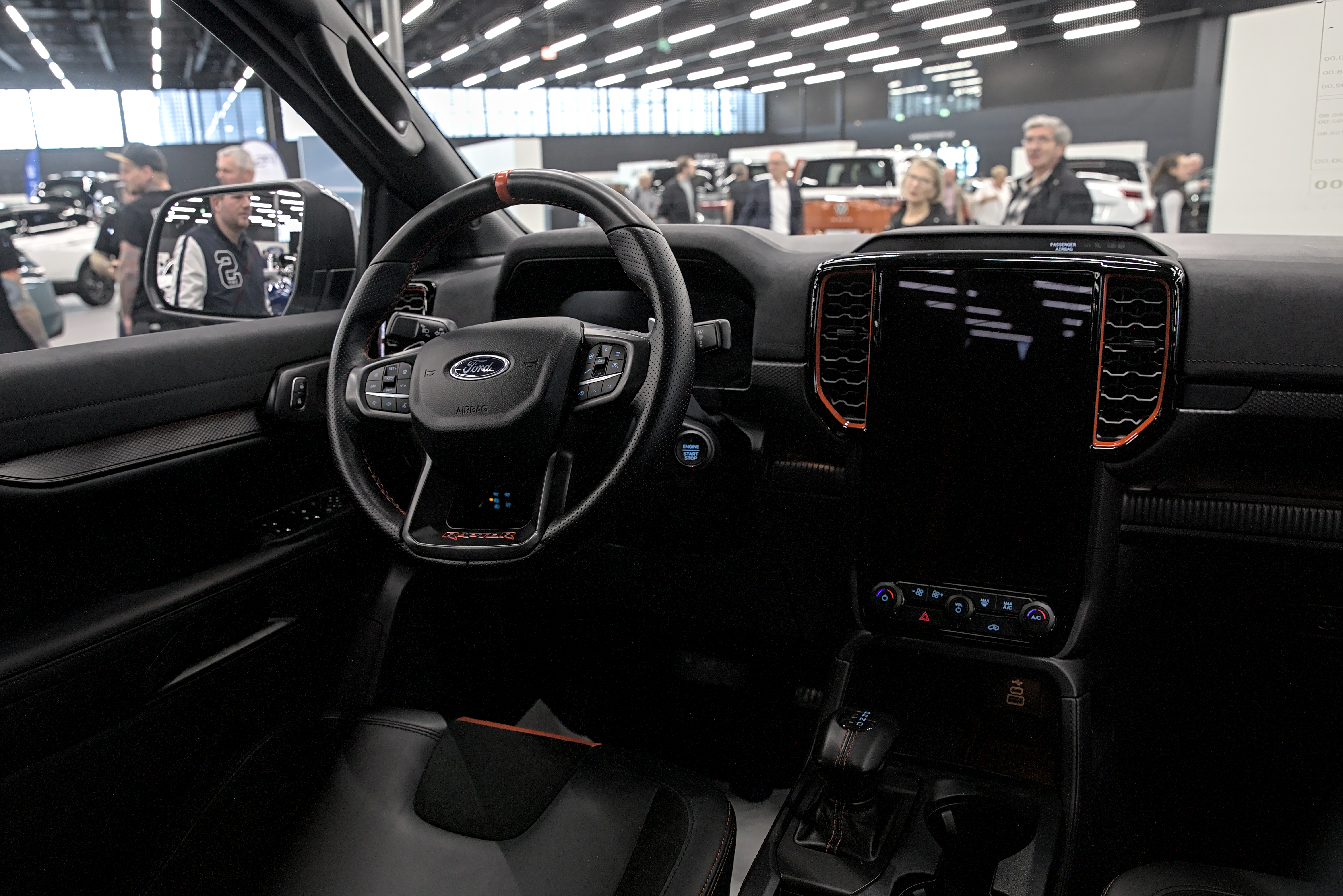
Интерьер

### Ranger Raptor
Второе поколение Ranger Raptor было представлено в феврале 2022 года. Он оснащен бензиновым двигателем EcoBoost 3.0 TT V6 от Bronco Raptor в паре с автоматической коробкой передач 10R60. Выходная мощность составляет 392 л. с. для австралийского рынка, в то время как выходная мощность для европейского рынка ограничена 282 л. с. для соответствия нормам выбросов ЕС. Генеральный директор Ford Джим Фарли подтвердил, что второе поколение Ranger Raptor будет продаваться в Соединенных Штатах и Канаде с 2023 года. Выходная мощность североамериканского Ranger Raptor составляет 405 л. с.

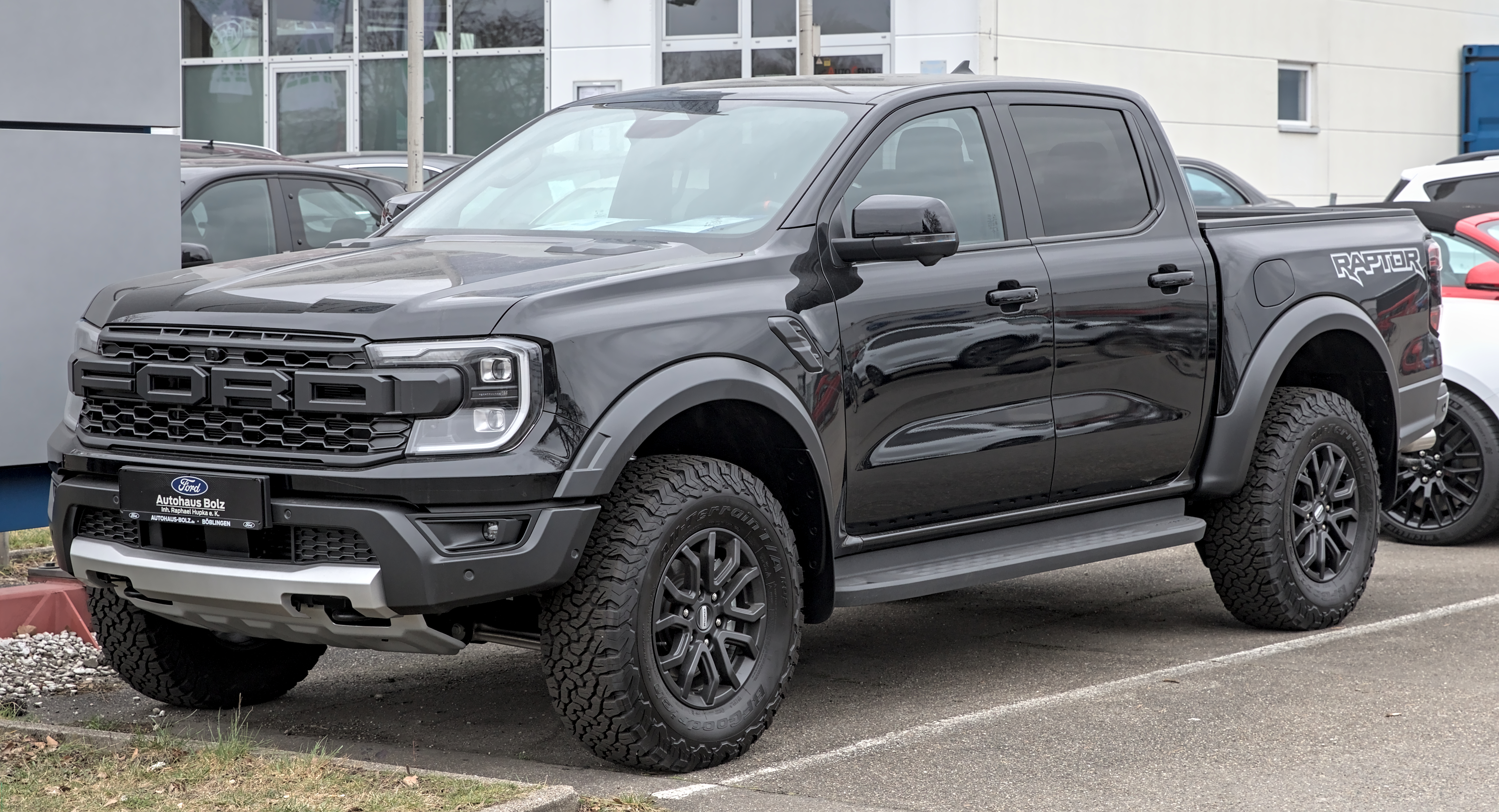
Ranger Raptor
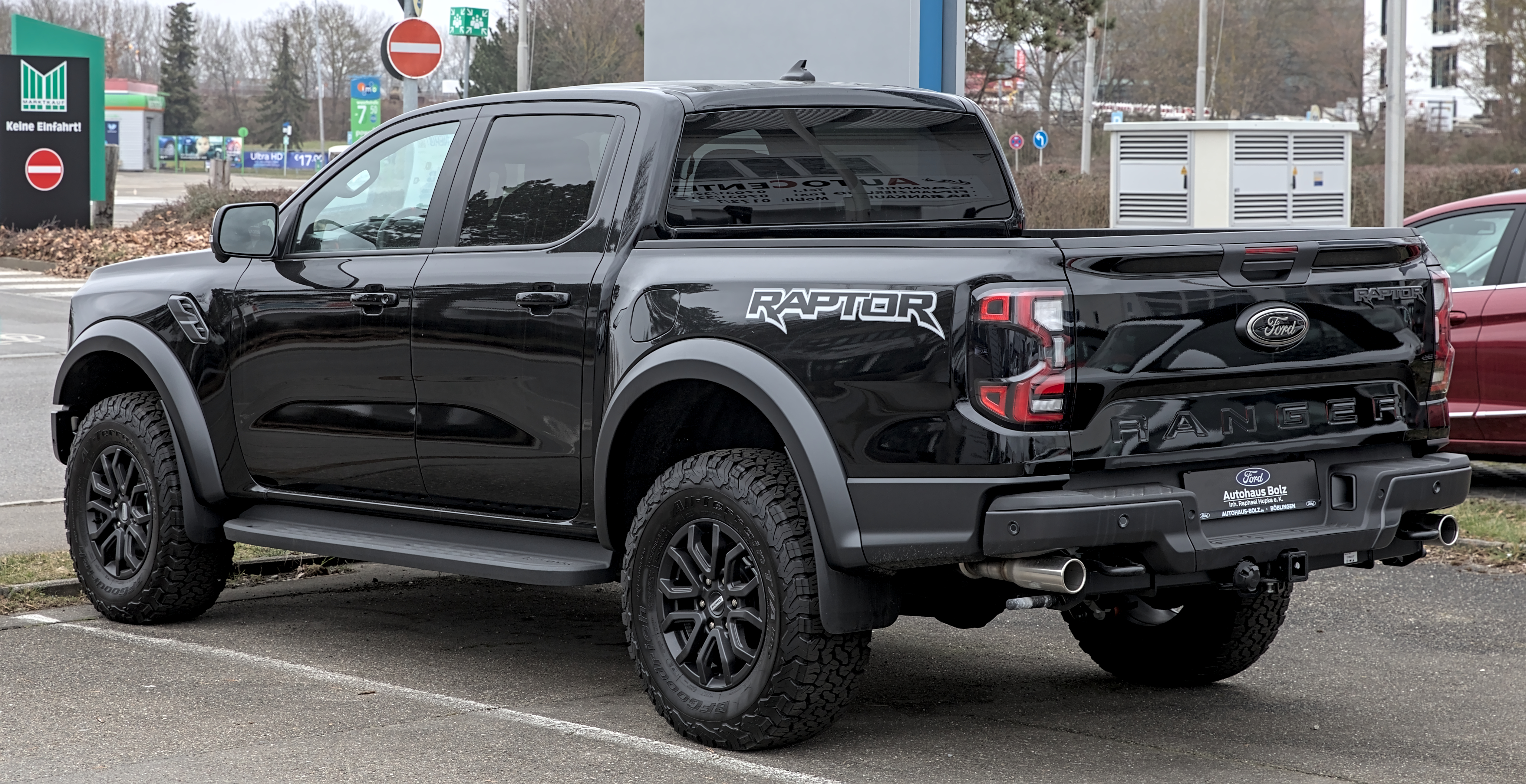
Вид сзади

## Галерея

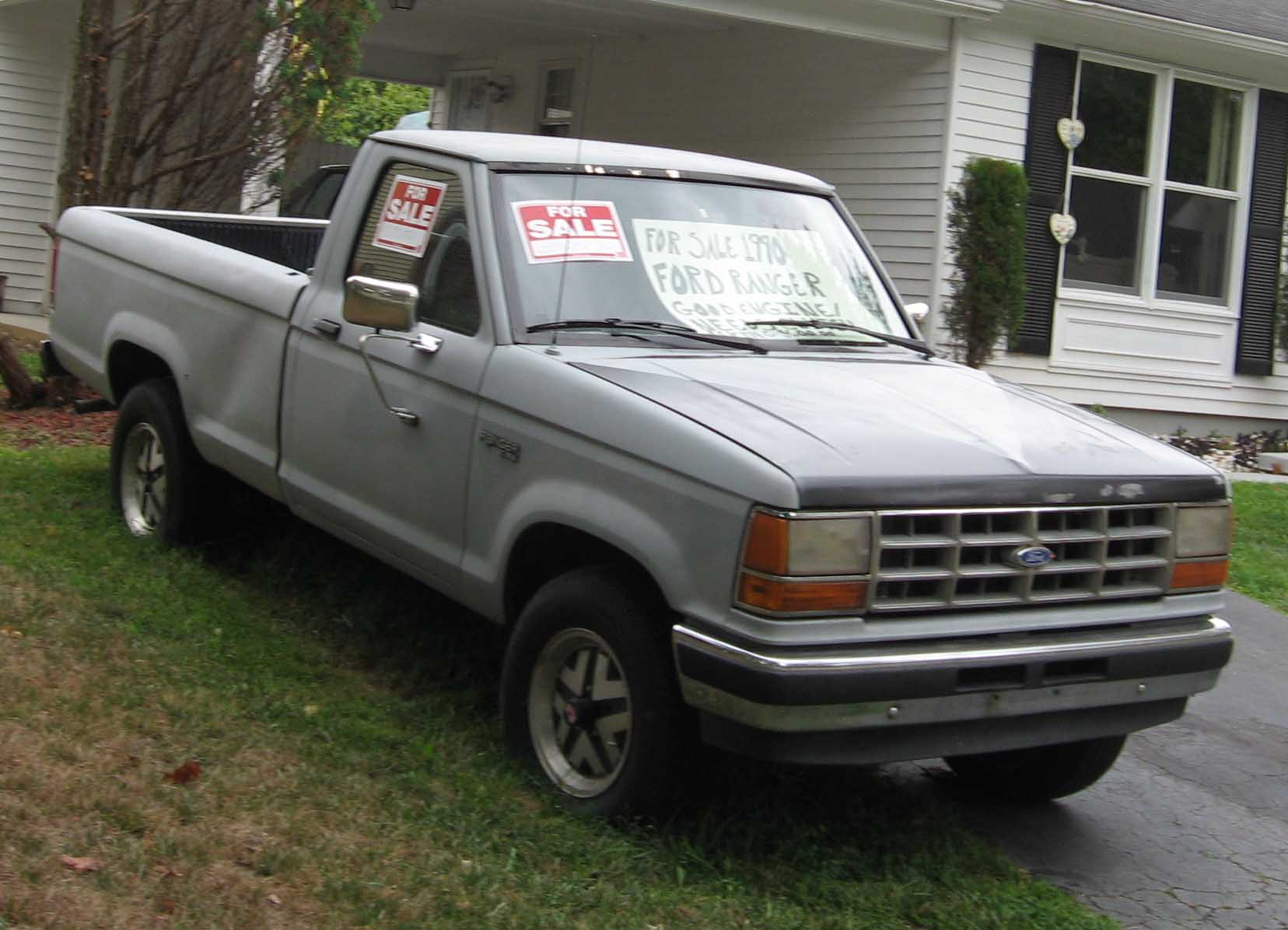
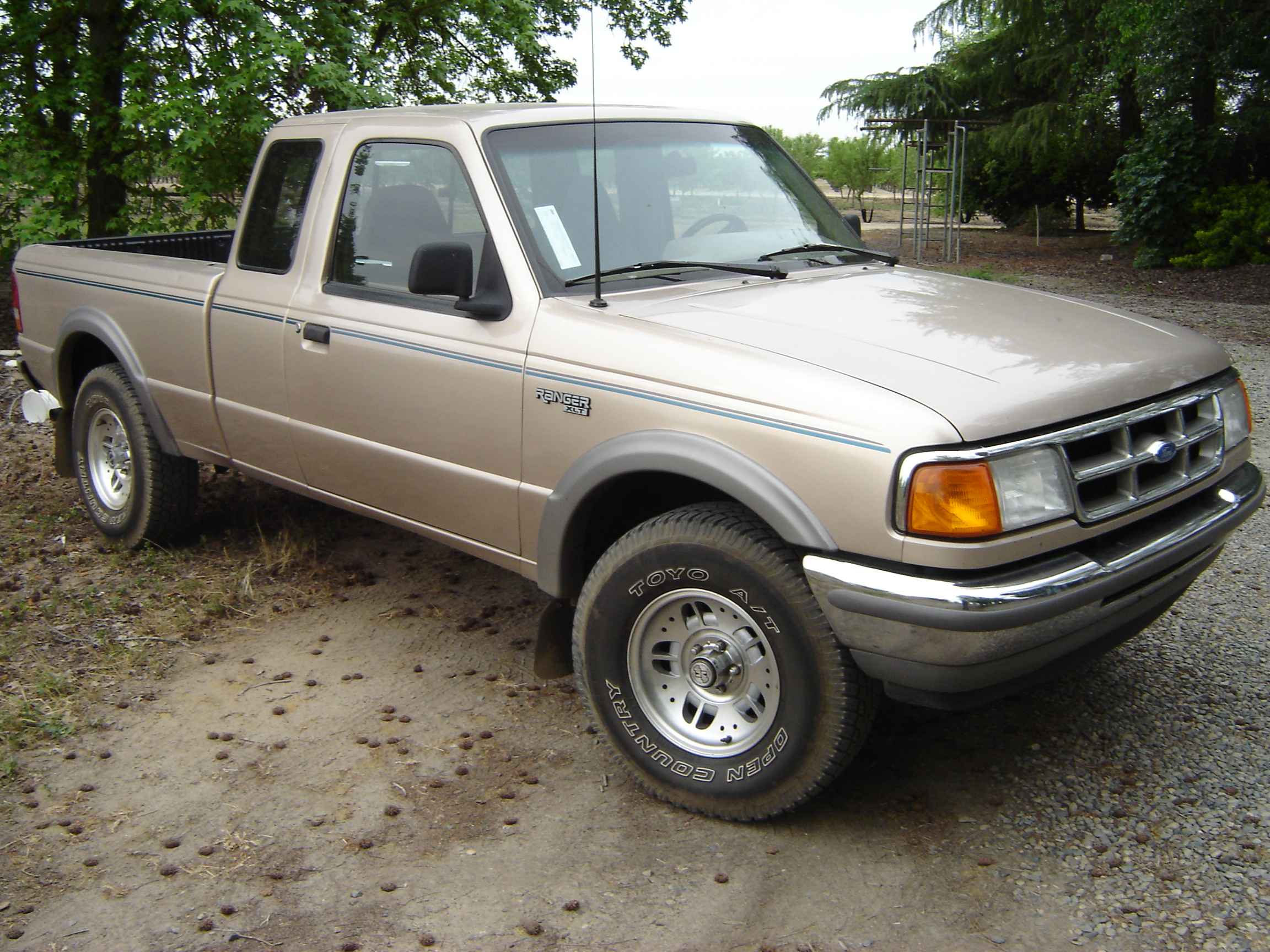
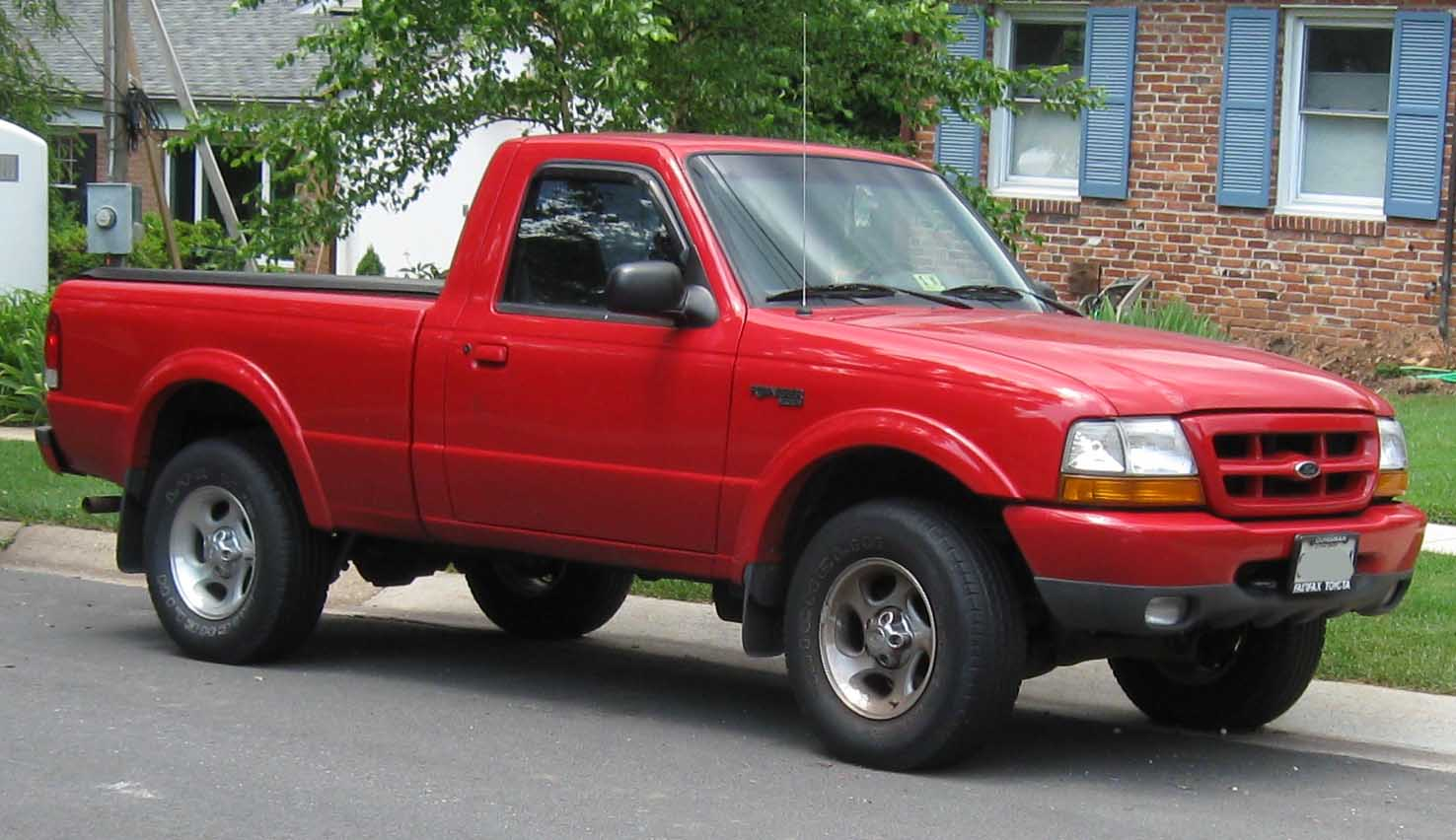
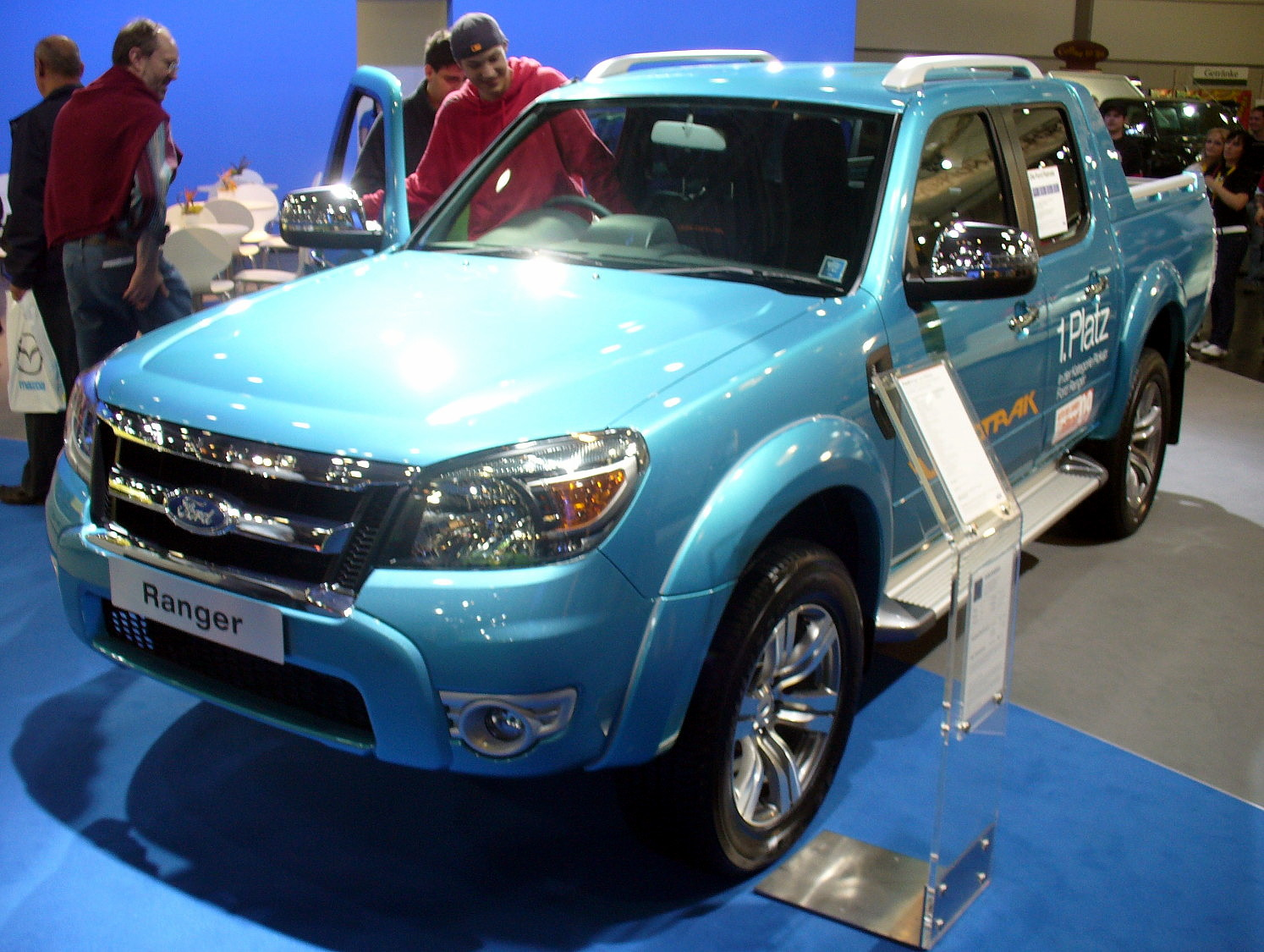